# 南北戦争の原因

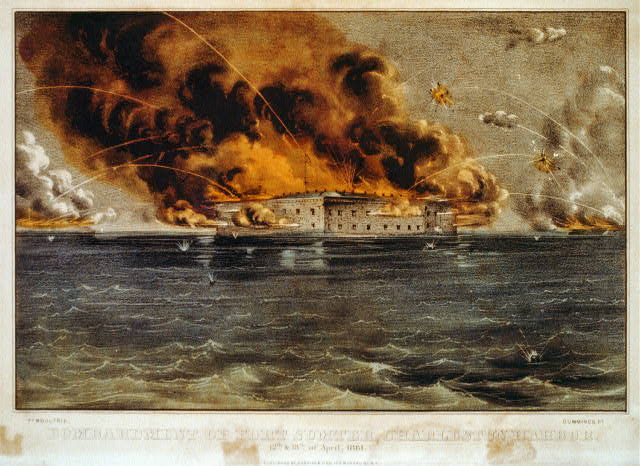
南北戦争の端緒になったサムター要塞の戦い

南北戦争の原因（なんぼくせんそうのげんいん、英: Origins of the American Civil War）では、アメリカ合衆国のアンテベラム時代（南北戦争に至る時代）における奴隷制の複雑な問題、連邦主義に関わる矛盾する理解、政党政治、拡張主義、党派抗争、経済および近代化について詳述する。

## 概要
米墨戦争の後、合衆国のまだ州に昇格していない領土・準州における奴隷制問題は1850年の妥協を生み出した。この妥協により、当面の政治的な危機は避けられたが、奴隷勢力の問題を根本的に解決するものでは無かった。多くの北部人の中でも共和党の指導者は奴隷制を国の巨悪と考え、少数の南部大規模プランテーション所有者がその悪を拡げる目的で国の政治を牛耳っていると見なした。南部の者から見ると、北部は人口が増え、工業製品の生産高が急速に伸びているので、南部の相対的政治力が減退することを恐れていた。北部と南部は違う道を歩んでいたので、以前にワシントン大統領が辞任演説で警告していたように、各地域内では共有されているとしても、2つにはっきり分かれた地域がそれぞれ別の考え方を持つようになっていった。経済は北部が自由労働によって成り立っていたのに対し、南部では奴隷の労働に頼っていた。合衆国はメイソン＝ディクソン線によって明確に2つの地域に分かれた国であった。ニューイングランド、北東部、および中西部の経済は、家族によって運営される農園、製造業、鉱業、商業および運送業を基盤に急速に成長し、境界州以外では奴隷が居なくても人口がやはり急拡大していた。この人口拡大には高い出生率とヨーロッパからの移民が寄与していた。特にアイルランド人、イギリス人、ドイツ人、ポーランド人および北欧人の移民が多かった。南部は奴隷によって開拓されたプランテーションが支配的であり、急速な成長と言えばテキサス州のような南西部でおこっていた。ここの人口拡大はやはり高い出生率だったが、移民の数はそれ程多くは無かった。全体的にみれば、北部の人口拡大速度が南部を上回り、これが南部の考える連邦政府を抑え続けたいという願望を難しいものにしていた。南部は境界州を除いて都市や町がほとんどなく、製造業も無いに等しかった。奴隷所有者は政治や経済を引っ張っていたが、南部白人の3分の2は奴隷を所有せず、大抵は生活のための農業に留まっていた。政治的にそのような奴隷の非所有者が奴隷制のために戦うプランテーション所有者を支持するかというのが問題であった。
奴隷制は国のために望ましくないという議論が長く続いていた。北部諸州は1776年以降に奴隷制を廃止していた。国の団結を維持するために、政治家は奴隷制に反対するときも中庸的な姿勢となり、結果として1820年のミズーリ妥協や1850年の妥協という多くの妥協を生んだ。1840年以降、奴隷制度廃止論者達が奴隷制を社会悪以上のもの、道徳的誤りと非難した。1858年のリンカーンの演説では、「ばらばらになった家庭は立ち行かない」と述べて、連合国家としての合衆国はすべて奴隷州になるか、あるいはすべて自由州になるかを選択すべきとした。国の政治でも悪意と敵意に満ちた党派的理論闘争が増加する中で、1850年代には古い政党政治が崩壊し、政治家達がさらに次の妥協に辿り着くのを妨げることになった。1854年にできたカンザス・ネブラスカ法は多くの北部人を激怒させた。1850年代は、南部に何もアピールしない最初の政党である共和党が勃興し、工業化された北部と農業の中西部が自由労働産業資本主義の経済理念に関わるようになってきた。1860年、リンカーンが大統領に選ばれ、リンカーン自身は奴隷を所有する家庭の娘と結婚していたが、奴隷所有者はリンカーンや連邦政府との関係を維持できなくなり、遂には合衆国から南部の脱退ということになった。

## 奴隷制度廃止運動

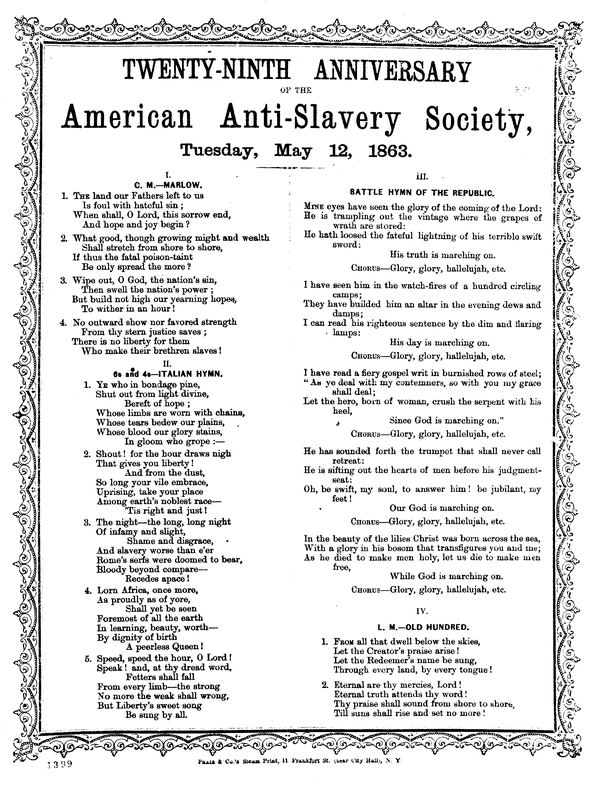
アメリカ反奴隷制協会の綱領。1833年に ウィリアム・ロイド・ガリソンとアーサー・タッパンが創った。

北部での反奴隷制運動は1830年代と1840年代に盛り上がった。この期間は北部の社会に急速な変革が起こった時期であり、社会的・政治的に改革主義が拡がった時期であった。奴隷制度廃止運動家を含むこの時代の多くの改革者は、労働者の生活様式や労働習慣を様々なやり方で変革しようとし、労働者が産業化、資本主義化した社会の要請に応える手助けをした。
反奴隷制運動は、当時の他の改革運動と同様に、第二次大覚醒の遺産によって影響された。これはこの新しい国において、アメリカ人としての経歴も比較的新しい個人の改革を強調する宗教復活の期間であった。時代の改革精神はしばしば相反する政治的目標のある様々な運動によって表現されたが、ほとんどの改革運動は規律、秩序および拘束を通じて人間性を変えていくという大覚醒の原則を強調することで共通の未来を描いていた。
「奴隷制度廃止運動家」には当時複数の意味があった。ウィリアム・ロイド・ガリソンの信奉者、ウェンデル・フィリップスやフレデリック・ダグラスなどは「奴隷制の即座の廃止」を要求したので、言葉通りの者であった。より実際的な集団はセオドア・ウェルドやアーサー・タッパン等であり、即時の行動を望むが長い中間過程を経て段階的に解放を進めていく方が良いとしていた。「反奴隷制論者」はジョン・クィンシー・アダムズであり、奴隷制を制限できることを行い、可能な場合は止めさせたが、如何なる奴隷制度廃止運動にも加わらなかった。例えば、1841年に合衆国最高裁判所で争われたアフリカ人奴隷の反乱、いわゆるアミスタッド号事件の公判にアダムズは出席し、奴隷達は解放されるべきと主張した。南北戦争前の数年間、「反奴隷制論者」はリンカーンを初めとする北部の大多数を意味し、カンザス・ネブラスカ法や逃亡奴隷法という形での奴隷制自体とその影響の「拡大」に反対した。多くの南部人はガリソンの信奉者との区別もつかないままに、これらすべてを奴隷制度廃止運動家と呼んだ。歴史家のジェイムズ・マクファーソンは奴隷制度廃止運動家の深い信条を説明して次のように言った。「全ての人は神の前に平等である。黒人の魂は白人のそれと同じくらい貴重である。神の子供の一人として他の者を奴隷にすることは、たとえそれが憲法で是認されているとしても、高次の法を犯していることである。」
ほとんどの奴隷制度廃止運動家、顕著な例はガリソンだが、ヤンキーのプロテスタントの理想である自己変革、産業、繁栄を強調することで、奴隷制を人の運命と労働の成果を制御できないものとして非難した。
最も熱心な奴隷制度廃止運動の一人、ウェンデル・フィリップスは奴隷勢力を攻撃し、合衆国の分裂を既に1845年に予感していた。
奴隷制度廃止運動家は奴隷制をアメリカの白人の自由に対する脅威としても攻撃した。自由は単純に拘束が無いこと以上のものであり、戦前の改革者は真に自由な人は自分に拘束を掛けられる人であるとした。1830年代と1840年代の反奴隷制度運動家にとって、自由労働の約束と社会的上昇志向（昇進の機会、財産所有の権利および自身の労働の制御）が、個人を変える中心概念であるとしていた。
キューバを奴隷州としてアメリカに併合しようという、いわゆるオステンド・マニフェスト、および1850年の逃亡奴隷法に関する議論で党派的な緊張関係が持続し、1850年代半ばから後半に掛けては西部の奴隷制問題が国の政治の中心課題となった。
北部の幾つかの集団の中で反奴隷制度感情は1850年の妥協以後に高まりを見せ、対して南部の者達は北部諸州にいる逃亡奴隷を追求することや、北部に何年も住んでいる自由アフリカ系アメリカ人を奴隷だと主張するようなことも始めた。一方、奴隷制度廃止運動家の中には法の執行を公然と妨げようとする者がいた。逃亡奴隷法の侵犯は公然と組織化して行われた。ボストン市は、そこから一人の逃亡奴隷も戻されることがなかったことを自慢していたが、市のエリート階層であるセオドア・パーカーなどが、1851年4月には暴動を起こして法の執行を阻止する動きに出た。大衆の抵抗という様相は市から市に拡がり、特に1851年のシラキュースの運動（この年遅くのジェリー救援事件で盛り上がった）と1854年の再度ボストンでの運動が有名だった。しかし、1820年のミズーリ妥協と同じような問題が復活するまで、この問題は危機とまでは至らなかった。新しい問題とは、西部準州に対する奴隷制の適用であった。

### 奴隷制の擁護論と反対論
最も著名な奴隷制度廃止運動家であるウィリアム・ロイド・ガリソンは民主主義の成長を信じることで動機づけられていた。憲法には5分の3条項（第1条第2節第3目）や逃亡奴隷条項（第4条第2節第3項）があり、また大西洋奴隷貿易の20年間延長があったので、ガリソンは民衆の前で憲法の写しを焼き、憲法のことを「死との契約であり、地獄との同意だ」と言った。1854年にガリソンは次のように言った。
この反対意見はアメリカ連合国副大統領になったアレクサンダー・スティーヴンズによってその「コーナーストーン演説」で表明された。

### 「自由の土地」運動

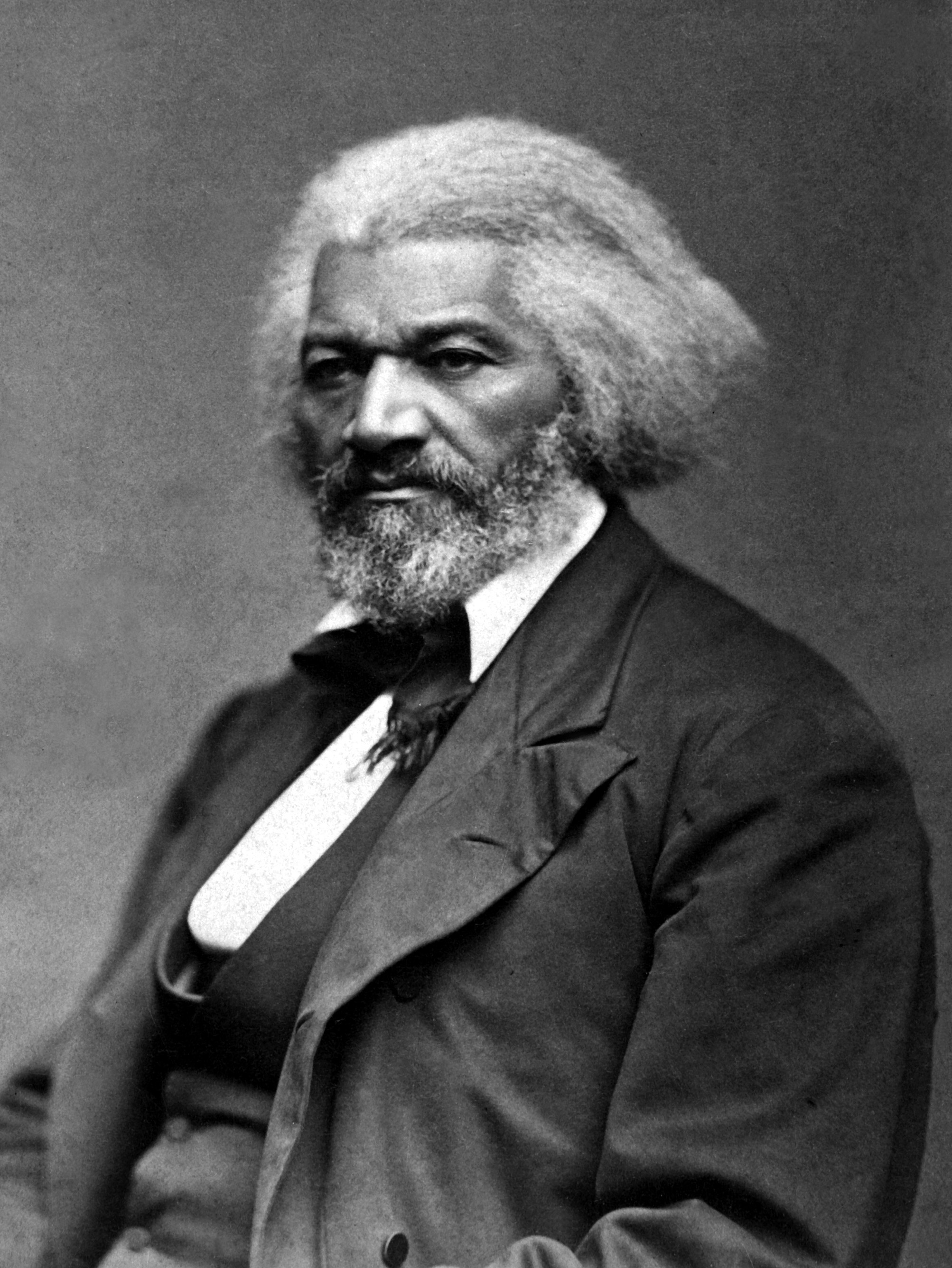
フレデリック・ダグラス

1830年代と1840年代の改革者の仮説、趣旨、および文化的目的は1850年代の政治的および理論的混乱を予測させた。アイルランド人やドイツ人カトリック教徒の労働者階級が動きの元になって北部の多くのホイッグ党員を動かし、また民主党を動かした。自由黒人が増加することで白人労働者や農夫の労働機会が奪われるという恐れが強まり、北部の州の中には差別的な「黒人法」（英語: Black Codes）を採択するところがあった。
北西部では小作農が増加していたが、自由農民の数は依然として農業労働者や小作農の2倍であった。さらに工場生産の拡大は小規模の技能者や職人の経済的独立を脅かしていたものの、この地域の製造業は小さな町には大きくてもまだ小規模事業に集中していた。ほぼ間違いなく、社会的流動性は北部の都心部で始まったばかりであり、長い間暖められてきた労働機会、「正直な製造業」および「労苦」という考え方は、少なくとも自由労働の理論に尤もらしさを与える時期に近付いていた。
北部の田舎や小規模の町では、北部社会の絵姿（「自由労働」という考えで形作られていた）はかなりの程度現実味を帯びていた。交通手段や通信の発達によって、特に蒸気機関、鉄道およびテレグラフの導入で、南北戦争前の20年間、北西部の人口と経済が急速に成長していた。共和党の地盤となった小さな町や村は活発な成長のあらゆる兆候を示していた。アメリカの白人労働者は昇進の機会があり、自分の財産を所有でき、自分の労働を自己管理できる、そのような理想社会の考え方は小規模資本主義のものであった。多くの自由で土地を所有する者が、大平原では自由白人労働者の優位性を保証するために、黒人労働の仕組みや黒人開拓者（カリフォルニア州などでは中国人移民）が排除されるべきと要求した。
1847年のウィルモット条項に反対されたことで、「自由の土地」勢力を団結させることになった。翌年8月、バーンバーナーと呼ばれた急進的ニューヨーク民主党員、自由党員、および反奴隷制のホイッグ党員がニューヨーク州バッファローで会議を開き、自由土地党を結成した。この党は元大統領のマーティン・ヴァン・ビューレンとチャールズ・フランシス・アダムズ・シニアをそれぞれ大統領と副大統領候補とした。自由土地党はオレゴンやメキシコから得た領土のような奴隷制の無い領土に奴隷制を拡げることに反対した。
北部と南部の労働システムの基本的な違いに奴隷制における立場を関連づけ、この違いを特徴付ける文化と理論の役割を強調したのが、エリック・フォーナーの著書「自由の土地、自由労働、自由人」（1970年）であり、チャールズ・ベアード（1930年代の指導的歴史家）の経済決定論を凌ぐものであった。フォーナーは奴隷制に反対する北部にとって自由労働理論の重要性を強調し、奴隷制度廃止運動家の道徳的関心が北部では必ずしも支配的な感情ではなかったと指摘した。多くの北部人（リンカーンを含む）は、北部に黒人労働力が拡がって、自由白人労働者の立場を脅かす恐れがあったことにもよって奴隷制に反対した。この意味では、共和党員と奴隷制度廃止運動家は「自由労働」に広く関わることで北部の力強い感情に訴えることができた。「奴隷勢力」という考え方は、南部の黒人奴隷の誓約に基づく議論よりもはるかに北部の自己利益に訴える力があった。1830年代から1840年代にかけての自由労働思想は北部社会の変化に依存していたが、それが政治に入ってくるには大衆民主主義が起こるのを待たねばならず、そのためには広範囲におよぶ社会的変化が必要であった。その機会は、長期間にわたって地域間の対立を抑えてきた伝統的2大政党制の崩壊した1850年代半ばにやってきた。

### 党派間の緊張と民衆政治の出現
1850年代の政治家達は1820年代と1850年代における政党間闘争を抑圧した伝統が拘束する社会で行動した。その中でも最も重要なことは2大政党制を安定して維持することだった。その伝統が民衆民主主義の北部と南部で急速に拡大するにつれ浸食されていった。それは大衆政党が予測できなかった程度まで投票者の参加を活性化した時代であり、政治がアメリカ大衆文化の基本的構成要素となった時であった。平均的アメリカ人にとって1850年代は今日よりも政治参加が大きな関心となったことに歴史家も同意している。政治はその機能の一つであり、大衆娯楽の一形態であり、応酬のある見せ物であり、パレード（お祭り）であり、さらに彩りのある個性であった。さらに言えば指導的な政治家はしばしば大衆の興味、願望および価値観を集める焦点として活動した。
例えば歴史家のアラン・ネビンスは1856年の政治集会は2万人から5万人までの男女の参加者があったと書いている。1860年までに投票率は84%と高くなった。1854年から1856年に過剰なまでに新しい政党が現れた。共和党、人民の党、反ネブラスカン、連合主義者、ノウ・ナッシング（カトリック・移民排斥主義者）、ノウ・サムシングズ（反奴隷制・移民排斥主義者）、メイン・ローイッツ、テンペランス・メン、ラム民主党、シルバーグレイ・ホイッグ、ヒンズー、ハードシェル民主党、ソフトシェルズ、ハーフシェルズおよびアドプテッド・シティズンズであった。1858年までにこれらのほとんどが消失し、政治は4つの方向に分かれた。共和党は北部の大半を制したが、少数派でも強い民主党がいた。民主党は北部と南部で分裂し、1860年の大統領選には2人の候補者を立てた。南部の非民主党は異なる連衡を試み、多くの者は1860年には憲法同盟党を支持した。
南部諸州の多くは1851年に憲法会議を開催し、無効化と脱退の問題を論じた。サウスカロライナ州は例外で、その会議の投票には「脱退なし」という選択肢が無く、「他の州との協同なしで脱退無し」があった。他の州の会議では連合主義者が支配的であり、脱退案を投票で退けた。

### 南部の近代化に対する恐怖
アラン・ネビンスは、南北戦争が「抑えられない」紛争であったと指摘した。ネビンスは道徳的、文化的、社会的、理論的および経済的問題を強調する、競合する証言を総合的に扱った。そうすることでネビンスは歴史に関する議論を社会と文化の要素に置き直した。南部と北部は急速に異なる民衆になっていったと指摘したが、これは歴史家のアベリー・クラバンも指摘するところだった。この文化的違いの根源には、奴隷制の問題があるが、地域の基本的な仮定、趣旨および文化的目的は他の方法でも分化しつつあった。より具体的に言えば、北部は南部を恐れさせるくらい急速に近代化していた。歴史家のジェイムズ・マクファーソンは次のように説明している。
ハリー・L・ワトソンは戦前の南部社会、経済および政治の歴史を研究し纏めた。ワトソンの見方では、自己満足のヨーマン（自作農民）が、市場経済の推進者に政治的な影響力が加わることを容認したことで、「自分達の変化と協業した」。その結果としての「疑いと憤懣」が、南部の権利と自由が黒人共和主義によって脅威を与えられているという議論に肥沃な土壌を与えた。
J・ミルズ・ソーントン3世はアラバマ州の平均的白人の見解を説明した。ソーントンは、アラバマが1860年のはるか以前に厳しい危機に見舞われていたと強調している。共和制の価値観に表される自由、平等および自治という原則に深く囚われていたものが、特に1850年代に容赦ない関連市場の拡大と商業的農業によって脅威に曝されているように見えた。アラバマの人々はかくして、リンカーンが選ばれることが最悪の事態と判断し信じる用意が出来ていた。

## 西部の奴隷制

### 領土の獲得
1850年代に、1820年のミズーリ妥協に遡って生じていたのと同じ問題により、党派間の緊張関係が復活した。すなわち新しい領土における奴隷制であった。北部の者と南部の者はマニフェスト・デスティニーを異なる方法で定義するようになり、結合力としてのナショナリズムを蝕んでいた。
米墨戦争の後の獲得領土に対する議論の結果、1850年の妥協は生まれた。これには逃亡奴隷法の強制に関する規定もあり、北部では一連の小さな地域的エピソードを生み奴隷制に関する関心を上げた。

### カンザス・ネブラスカ法
ほとんどの人はこの1850年妥協で領土問題が終わったと考えたが、1854年にスティーブン・ダグラスが民主主義の名のもとに問題を再燃させた。ダグラスはカンザス・ネブラスカ法を上程し、開拓者のために質の高い農業用地を解放しようとした。ダグラスはシカゴの出身であり、シカゴからカンザスやネブラスカに鉄道を敷くことに特に関心があったが、鉄道が論争点ではなかった。より重要なことはダグラスが草の根民主主義を信奉していたことであり、実際にその地に入植した者達が奴隷制を採用するか否かを決めればよいのであって、他の州の政治家がとやかく言うことではないと考えた。ダグラスの法案は領土議会を通じた住民主権で「奴隷制に関するすべての問題」を決めるべきであるとし、結果的にミズーリ妥協を実質的に撤廃しようとしていた。この法案に対して起こった民衆の反応は、北部諸州での嵐のような抗議であった。それはミズーリ妥協を撤廃する動きとして認識された。しかし、法案の提出後最初の1ヶ月の民衆の反応は事態の重大性を一般に伝えることができなかった。北部の新聞が当初この問題を無視していたので、共和党の指導者は民衆の反応の欠如を後悔していた。
結果的に民衆の反応は起こったが、指導者はそれを誘発する必要があった。サーモン・チェイスの「独立した民主主義者の訴え」が世論を立ち上がらせるために強く働いた。ニューヨークではウィリアム・スワードが取り上げ、他の誰も自発的には動かなかったので、自らネブラスカ法案に反対する集会を組織した。「ナショナル・エラ」、「ニューヨーク・トリビューン」および地方の自由土地新聞などの報道機関が法案を非難した。1858年のリンカーンとダグラスの討論は、奴隷制拡張問題に国民の関心を惹き付けることになった。

### 共和党の設立
北部の者達は北部の社会が南部のものよりも優れていると考え、南部が現在の境界を越えて奴隷の力を拡げようという野心を持っていると徐々に確信するようになり、紛争もあり得るという見解になりつつあった。しかし紛争は共和党の支配的立場を必要とした。共和党は辺境での「自由土地」を人気を呼ぶ感情的な問題として政治活動を行い、結成後わずか6年でホワイトハウス（大統領）を掴んだ。
共和党はカンザス・ネブラスカ法の立法化に関する議論の中で成長した。カンザス・ネブラスカ法に対する北部の反応が起こると、その指導者は新たな政治的組織を作るように動いた。ヘンリー・ウィルソンは、ホイッグ党が既に死んでいると宣言し、それを蘇らせる如何なる動きにも反対すると誓った。「ニューヨーク・トリビューン」のホレイス・グリーンリーは、新しい北部の政党の結成を要求し、ベンジャミン・ウェイド、サーモン・P・チェイス、チャールズ・サムナーなどがネブラスカ法案に反対する同盟について語るようになった。「ニューヨーク・トリビューン」のガマリエル・ベイリーは5月に反奴隷制側のホイッグ党議員と民主党議員の党員集会の招集に動いた。
集会は1854年2月28日にウィスコンシン州リポンの会衆派教会で開催され、ネブラスカ法案に反対する30人程の者が新しい政党の結成を要求し、党名には「共和党」が最も適当であると提案した（これはその動機を独立宣言に結びつけるためであった）。これらの提案者が1854年の夏に多くの北部諸州で共和党を結成するための指導的な役割を演じた。保守的および中道的な者達は単にミズーリ妥協を回復するか奴隷制の拡大を禁じるかを要求するだけで満足していたが、改革派は逃亡奴隷法の撤廃と、奴隷制が存在する州での急速な奴隷制廃止を主張した。「改革」という言葉は領土における奴隷制を拡大した1850年の妥協に反対する者達にも適用された。
しかし、後出しの恩恵も無く、1854年選挙では反奴隷制よりもノウ・ナッシング運動の方が勝利する可能性を示していた。カトリックと移民の問題が奴隷制よりも民衆に訴える力があるように思われたからである。例えば、ノウ・ナッシングズは1854年のフィラデルフィア市長選挙で8,000票以上の大差で勝利していた。ダグラス上院議員はそのカンザス・ネブラスカ法に対する大きな反論を受けた後ですら、民主党に対する基本的な脅威として、共和党よりもノウ・ナッシングズの方を上げていた。
共和党が自分達は「自由労働」を主張する政党であると主張すると、その支持者が急増したが、主に中流階層による支持であり、賃金労働者や失業者など労働階級の支持ではなかった。共和党が自由労働の美徳について褒めそやす時、それは単に「事を成就した」多くの者と実際にそうしたいと考えているその他多数の経験を反映しているだけであった。イギリスのトーリー党と同様に、アメリカの共和党は民族主義者、均質主義者、帝国主義者および国際人として浮上してきた。
まだ「事を成就し」ていない人々の中には、北部の工場労働者の中での比率が大きく伸びていたアイルランド移民が含まれていた。共和党はその秩序ある自由という構想に基本的に必要な自制心、克己心、および冷静さという性格がカトリックの労働者には欠けていると見なすことが多かった。共和党は、教養、信条および勤勉さには高い相関があると主張していた。それはプロテスタントの労働倫理の価値観であった。共和党支持のシカゴ・デモクラティック・プレスは、1856年の大統領選挙でジェームズ・ブキャナンがジョン・C・フレモントを破った後の社説に「自由学校が悩みのタネと見なされる所、宗教が疎んじられ、怠惰な浪費が支配的な所、そこではブキャナンが強い支持を受けた」と書いた。
民族と宗教、社会と経済および文化の断層線がアメリカ社会に走っていたが、党派色を強めていくことになり、上昇する産業資本主義に利益を見出すヤンキーのプロテスタントと、南部の奴隷所有者の利益に結びついた者に対する反対を強めたアメリカ的民族主義者の対抗という形になっていった。例えば、評価の高い歴史家ドン・E・フェーレンバッヒャーはその著書「1850年代における偉人、リンカーンへの序曲」の中で、イリノイ州では目立った選挙結果は開拓地の地域形態と相関があることを指摘して、いかに国の政治の縮図となっているかを述べた。南部出身者が入植した開拓地は民主党に忠実であり、ニューイングランドからきた者は共和党に忠実であった。さらに境界にあたる地域は政治的に中道であり、慣習的に力の均衡を図っていた。宗教、倫理感、地域および階級的同一性が縒り合わさり、自由労働と自由土地の問題は容易に人々の感情をあおった。
「血を流すカンザス」における次の2年間の出来事は、カンザス・ネブラスカ法によって元々北部の一部の者に引き起こされた民衆の熱情を維持させた。北部出身の者は新聞や説教および奴隷制度廃止論者組織の力強い情報宣伝によって勇気づけられた。マサチューセッツ移民援護会社のような組織から財政的な援助を受け取ることも多かった。南部出身の者はその出てきた地域社会から財政的支援をしばしば受けていた。南部の者達は新しい領土で出身地の憲法で保障された権利を守ることを求め、「敵対的また破滅的な立法」を撃退するに十分な政治的力を維持しようとした。
大平原は綿花の栽培にはほとんど不向きであったが、西部が奴隷制に開放されることを要求した南部の者達は心の中には鉱物のことを考えていた。例えばブラジルでは、鉱業に奴隷の労働者を使って成功した事例があった。18世紀の中頃、ミナスジェライス州では金鉱に加えてダイヤモンドの採掘が始まり、ブラジル北東部の砂糖生産地域から奴隷を連れたその所有者が大挙して押し掛けた。南部の指導者達はこの事例を良く知っていた。それは既に1848年の奴隷制擁護派雑誌「デボウズ・レビュー」で奨励されていた。

### 「血を流すカンザス」と1856年の選挙

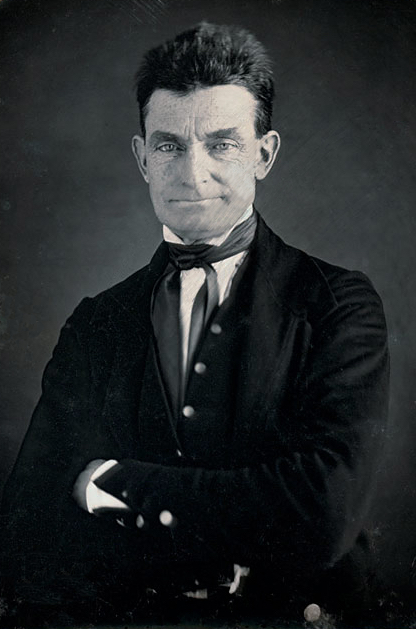
急進的奴隷制度廃止運動家、ジョン・ブラウン

1855年頃のカンザスでは、奴隷制問題が耐え難いほどの緊張感と暴力を生む状態になっていた。しかしこれは、開拓者の圧倒的多数が公の問題には無関心で単に西部の土地に飢えた者達である地域のことだった。住人の大多数は党派的な緊張関係や奴隷制の問題に無関心であった。その替わりにカンザスの緊張関係は敵対する要求者の間の闘争になっていった。カンザスに開拓者の最初の波が訪れたとき、誰も土地の権利を持っていたわけではなく、耕作に適した新しい土地を占領しようと皆が押し掛けた。緊張感と暴力はヤンキーとミズーリ州の開拓者が互いに競い合うという形で起こったが、奴隷制の問題で理論的に分かれていたと言うような証拠はほとんど無い。その替わりに、ミズーリ州の要求者はカンザスを自分達の領域と考えヤンキーの無権利居住者を侵入者と捉えた。ヤンキーはヤンキーで、ミズーリ州の開拓者は正直に入植することもないままに最良の土地を掴んだと告発した。
しかし、「血を流すカンザス」の1855年から1856年にかけての暴力は、後の人に神の意志で奴隷制を壊すために遣わされた者と見なされたジョン・ブラウンが混乱の中に入ってくることによって事実上のクライマックスに達した。1856年5月24日の夜に起こったいわゆるポタワトミーの虐殺で、ブラウンは5人の奴隷制擁護派の開拓者を殺し、ややいびつな形のゲリラ戦の様相になった。ブラウンの情熱は別としても、カンザスにおける闘争は土地と金により強い意欲を燃やす武装集団のみを度々巻き込むことになった。
しかし、カンザスの市民の争いよりもより大切なことは、それに対する国中の反応と議会の反応であった。北部でも南部でも、他方がカンザスで起こっていることによってその急進的な考え方の典型としようとしている（そして責任がある）という見方が拡がった。結果的に「血を流すカンザス」は党派的対立の象徴となった。
カンザスの闘争の知らせが東海岸に届く前でさえも、首都ワシントンでは奴隷制に関連して暴力的で突飛な行動が起こった。チャールズ・サムナーが上院で「カンザスに対する犯罪」という題で演説を行い、フランクリン・ピアース大統領の執政と奴隷制度を非難し、サウスカロライナ州の頑固な奴隷制擁護者アンドリュー・P・バトラー上院議員を槍玉に挙げた。このサウスカロライナ人を奴隷制の「ドン・キホーテ」と呼び、「女主人に売春婦の奴隷を選んだ。...他人には醜く見えるのに本人にはいつも愛らしい、世間の目からみれば汚れているのに本人には貞淑に見える」と性的な当て擦りもふくんでいた。数日後サムナーは「南部紳士の作法」の餌食になった。これは年長の近親者の名誉を攻撃したことに対する報復を教えるものだった。バトラーの甥で下院議員のプレストン・ブルックスが重い杖でサムナーを殴り続け、出血し虫の息になったサムナーはその後3年間も上院に戻っては来られなかった。しかしマサチューセッツ州選出の上院議員サムナーは党派的緊張関係のもう一つの象徴になった。北部の多くの者にとって、奴隷社会の未開さを絵に描いたような事件であった。
カンザスでの事件の展開に怒った共和党は、アメリカの歴史の中でも初めて絶対多数を占める党派となっており、最初の大統領選挙に自信を持って臨むことになった。その候補者はジョン・C・フレモントであり、新しい党にはまあ安全な候補者であった。フレモントの指名はカトリック・移民排斥主義者であるノウ・ナッシングズの支持者を混乱させた（フレモントの母はカトリックだった）が、極西部の有名な探検者で政治的な経歴の無いフレモントは元民主党員を寄せ付けるための試みであった。他の2人の競争者、ウィリアム・スワードとサーモン・チェイスは急進的過ぎるように思われた。
それにも関わらず、1856年の大統領選挙はほとんど奴隷問題一色になった。民主主義と貴族政治の争いともいわれたが、カンザスの問題が焦点だった。共和党はカンザス・ネブラスカ法と奴隷制の拡大を非難したが、反奴隷制の理想と北部の経済的願望とを組み合わせる事で国内を改革するという計画を進めた。この新しい政党は強力な政党政治文化を発展させ、エネルギッシュな活動家が前例のないほどの数の投票者を投票に駈りだした。民衆も熱情を持って反応した。若い共和党員は「広い覚醒」クラブを組織し、「自由土地、自由労働、自由人、フレモント！」と詠唱した。南部の「けんかっ早い人」(fire-eaters)や中道の者ですら、フレモントが勝ったら脱退の畏れがあると口に出すようになり、民主党の候補者ジェームズ・ブキャナンは連邦の将来に関する理解から恩恵を受けることになった。

## 州の権限
連邦は諸州よりも年長かといったような疑問が出て州の権限に関する議論が盛んになった。連邦政府は実質的な権力を持っていると考えられるか、あるいは主権者としての州の自発的な連邦に過ぎないか、などが議論された。歴史家のケネス・M・スタンプによれば、各派が都合のいい時に州の権限という議論を使い、都合のいい時にその立場を変えた。
スタンプはアメリカ連合国副大統領アレクサンダー・スティーヴンズの「州間の先の戦争について憲法の見方」を南部指導者の例に挙げている。スティーヴンズは戦争が始まった時には「奴隷制は連合国の礎石」と言い、南部が敗北したときには「戦争は奴隷制のためではなく、州の権限のためだった」と言った。スタンプはスティーヴンズが「南部の失われた大義」の最も熱心な弁護者の一人となったと言った。
歴史家のウィリアム・C・デイビスも南部の州の権限に関する議論に矛盾性を挙げている。デイビスの説明では、連合国の憲法による国全体での奴隷制の擁護について次のように挙げていた。

### 新領土における州の権限と奴隷制
「州の権限」議論は問題を複雑にした。南部の者達は合衆国憲法修正第10条で担保された州の権限について連邦政府は厳しく制限されており、それを簡略化はできないと主張し、それ故に新しい領土に奴隷制を持ち込むことを妨げられないとした。州の権限の主張者は憲法の逃亡奴隷条項も引用して北部に逃げた奴隷に連邦の法制が及ぶことを要求した。反奴隷制勢力はこの問題について逆の立場を採った。憲法の逃亡奴隷条項は憲法が書かれた時の北部と南部の妥協の産物であった。それは1850年の妥協の一部となった逃亡奴隷法によって強化された。南部の政治家で州の権限の提唱者であるジョン・カルフーンは、新しい領土を主権のある諸州の「共通の財産」と見なし、連邦議会は諸州を「つなぎ止める役割」に過ぎないと言った。

### 州の権限と少数派の権利
州の権限理論は、北部の人口が南部よりも急速に成長しているという事実があり、そのことは北部が連邦政府を支配するのは時間の問題となった時の反応であった。南部の者達は「自覚のある少数派」として行動し、憲法の厳密な解釈によって連邦政府の州にたいする権力を制限し、連邦政府が州の権限に干渉してくることに対して防衛すること、あるいは無効化、あるいは脱退が南部を救うと期待した。1860年以前、大半の大統領は南部か南部寄りであった。北部の人口成長は北部寄りの大統領選出を意味し、自由土地州を増やすことは上院でも北部と南部の対等関係を終わらせることであった。歴史家のアラン・ネビンスが述べているように、南部の政治家カルフーンの州の権限に関する理論は「政府は少数派を守るように作られ、多数派については自分達で面倒が見られる」というものだった。
ジェファーソン・デイヴィスは「中傷的な差別」と「抑えの効かない多数派の専制」に対して「自由」を守る戦いが連合国に加わった州の脱退する権利を与えたと言った。1860年サウスカロライナ州選出の下院議員ローレンス・M・カイトは「反奴隷制の党派が奴隷制そのものが悪いと主張し、政府は強固になった国の民主主義と主張している。我々南部の者は奴隷制が正しいと主張し、これが主権のある諸州の連合共和国だと主張する。」と言った。
南部の選ばれた指導者ジェファーソン・デイビスは州の平等な権限という言葉で平等を定義した。また、全ての者は平等に生まれているという宣言に反対した。憲法は、各州が同じ数の上院議員を持つということ、またある権利は州または人民に担保されると言うことに州の権限の要素を含めているのではない。デイビスのような南部の者はこれらの権利を北部の多数派に対する楯として解釈した。

## 南部人の近代化に関する恐れ
歴史家のマクファーソンによれば、北部が奴隷制を段階的に廃止し、都市集中を生む産業革命を始め、教育の機会を増やし、奴隷制廃止運動のような社会改革を進めた後では、従来のアメリカ例外主義（American exceptionalism、アメリカが世界の中では例外的でかつ優れた国であるという考え）は南部ではなく北部のみに適用されるようになったという。北部では8人の開拓者のうち7人が移民であり、南部を離れて北部に移った白人の数がその逆の場合の2倍もあるという事実は、南部をして防衛的かつ挑発的な政治行動をさせることになった。「ザ・チャールストン・マーキュリー」紙は北部と南部の奴隷制問題について「単に2集団の人々ではなくて両者は競争者であり敵対的な集団である」と書いた デボウズ・レビューにも、「我々は革命に抵抗している。...我々は人の権利についてキホーテの戦いをしているのではない。...我々は保守的である。」と述べられていた。

## 開戦前の南部と合衆国
連邦政府の権力について、また市民の忠誠心について、合衆国の建国とほとんど時を同じくして州と連邦政府の間に確執が始まり、続いていた。例えば、1798年の「ケンタッキー州およびバージニア州決議」は、連邦議会で連邦党が可決した「外国人・治安諸法」（Alien and Sedition Acts）を州レベルで拒むものであり、ニューイングランドで米英戦争末期の1815年に開催されたハートフォード会議は、マディソン大統領と米英戦争に反対して、合衆国からの離脱を議論したものだった。

### 無効化の危機
アメリカ合衆国下院ではサウスカロライナ州選出のジョン・カルフーンが米英戦争、保護関税、政府出資による国内の改良および国立銀行に賛成してきた。カルフーンはヘンリー・クレイの経済政策「アメリカ・システム」を早くから支持しており、カルフーンとクレイは共に、自分達の出身州に連邦政府の政治的な力が及ぶことに反対していた。おそらくこのことでクレイは大統領に成れなかった。アレクサンダー・ハミルトンが提案し、後にドイツ系アメリカ人経済学者フリードリッヒ・リストによって「国のシステム」に発展された連邦税制は、その目的がアメリカの重工業と国際貿易を発展させることであった。鉄鋼、石炭および水力発電は主に北部にあり、この税制は経済基盤が農業にあった南部の恨みを買うことになった。南部の指導者達は既に相対的に裕福であり、容易にヨーロッパ製品を買うだけの余裕があったし、（クレイを除いて）アメリカ合衆国内の他の場所が経済力を付けるために税金を払いたくないと考えていた。よって1828年までにカルフーンは保護関税がサウスカロライナ州にとって有害であるだけでなく、憲法にも反していると考えるようになった。一つの州で集められた税金や関税が国内の他の州の改良に使われることにも反対した。カルフーンは憲法違反と考えられる法に対して州として抵抗する体系を考え始めた。
だいたい1820年から南北戦争まで、これら均質化の圧力による歪みは常に貿易と関税の問題であった。南部の農業経済はその収入を輸出に頼り、また工業製品をヨーロッパからあるいは北部から得ていた南部は、貿易への依存度が高かった。反対に北部は国内産業経済が発展し外国貿易は競争相手と見ていた。特に保護関税のような貿易障壁は輸出に頼る南部にとって有害であると見られた。1828年、連邦議会は北部諸州の貿易に恩恵を及ぼす保護関税法案を通したが、これは南部にとって不利益をもたらすものだった。南部人の言う「嫌悪の関税」（1828年関税法のこと）に反応して書かれた「サウスカロライナ州説明と抗議」のような文書で南部の者達は関税に対する抗議を声高に表すようになった。
サウスカロライナの者達は「嫌悪の関税」が撤廃されることを4年間待ったが、連邦議会があまり変わり映えのしない1832年の新関税法を法制化するとその怒りが頂点に達し、合衆国結成以来最も危険な党派的抗争危機となった。サウスカロライナの者達は合衆国からの脱退すら示唆した。しかし、カルフーンは関税に対する熱心な抗議者達を説得して、その戦略に脱退ではなく、無効化（連邦法の承認または執行の拒否）の原理を採用させた。新しく選出されたサウスカロライナ州議会は直ぐに州の会議への代議員選出を要求した。この州の会議は招集されると直ぐに投票によって、1828年と1832年の関税法は州内で無効と宣言した。アンドリュー・ジャクソン大統領は確固とした態度で臨み、この無効化は反逆行動であると宣言した。ジャクソンは続いてサウスカロライナ州内にある連邦軍砦の強化措置を採った。
1833年早くに議会内のジャクソン支持者が、大統領に連邦法を強制するためにアメリカ陸軍と海軍を使う権限を与える「強制法案」を導入したことで、暴力沙汰が起こる可能性が現実のものとなった。他の州はサウスカロライナ州を支持する側には回らず、サウスカロライナ州自体も連邦政府と対決姿勢を続けることについて意見が分かれた。この危機は、クレイとカルフーンが妥協関税を編み出すことで回避された。その後はどちらも勝利を宣言した。サウスカロライナ州のカルフーンとその支持者は無効化の勝利を宣言し、一つの州が関税を変えることを強いたと主張した。しかし、ジャクソン支持者は如何なる州も独立した行動でその権利を主張することは出来ないということを示したという受け取り方をした。翻ってカルフーンは、南部の団結という意味合いを作り上げることに務めたのであり、別の行き詰まり状況ができた場合に、全南部が連邦政府に抵抗して一つの連合として行動する準備ができたと考えた。
サウスカロライナ州は、州の境界内で1828年と1832年の関税法が無効と宣言する無効化条例を採択することにより、この関税を取り扱った。州議会は条例を執行させる法も通したが、これには軍隊を組織することと武器を調達することの許可も含めていた。サウスカロライナ州の脅しに対し、連邦議会は「強制法案」を通し、ジャクソン大統領は1832年11月、チャールストン港にアメリカ海軍の7隻の艦船と1隻のマン・オブ・ウォーを派遣した。12月10日ジャクソンは無効化宣言者に対して居丈高な宣言を発した。
この問題は1842年のいわゆる「黒い関税」で再燃した。1846年のウォーカー関税で比較的自由な貿易ができた期間は小康状態となり、1860年に保護主義のモリル関税が共和党によって導入されると、南部の反関税感情は再度燃え上がった。

### 南部の文化

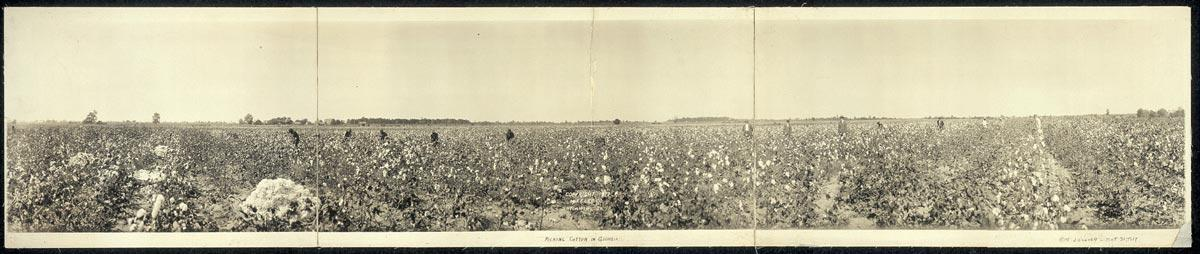
ジョージア州の綿花畑収穫風景

南部においても奴隷を所有する人の比率は小さかったが、あらゆる階級の者達が北部の自由労働・奴隷制度廃止運動の盛り上がりによって脅威に曝されている奴隷制を、自分達の社会秩序の礎石として守る方に回った。
プランテーション奴隷制という仕組みに基づいて、南部の社会構造は北部より深い階層構造になり、また男性支配であった。1850年、南部の自由人人口は約600万人であり、このうち35万人が奴隷所有者であった。奴隷所有者と一口に言っても、その集中度合いには偏りがあった。おそらく奴隷所有者のわずか7%が奴隷人口の4分の3を所有した。大規模奴隷所有者は一般に大規模プランテーションを所有しており、南部社会の上層を代表していた。規模の経済の恩恵を受けるために、利益に繋がる綿花のような労働集約的作物を生産するには大きなプランテーションに大勢の奴隷を必要とした。このプランテーションを所有する貴族的なエリート階層は「奴隷王」とも呼ばれ、20世紀の百万長者にも匹敵するものであった。
1850年代、大規模プランテーション所有者は小規模農場主を駆逐し、より多くの奴隷がより少数の農園主に所有されるようになった。奴隷所有者である白人人口の比率が南北戦争前に減少する中で、貧乏白人と小農は一般にプランテーションを所有するエリート階層の政治的指導力を受け入れていた。
奴隷制が南部に始まった民主改革の動きによっても重大な内部崩壊の恐れが無かったことについて、幾つかの要素で説明される。1つめは、西部の新領土が白人開拓者に開放され、奴隷を所有していなかった多くの者にも人生のどこかの時点で奴隷所有者になれるかもしれないと考えさせたことである。

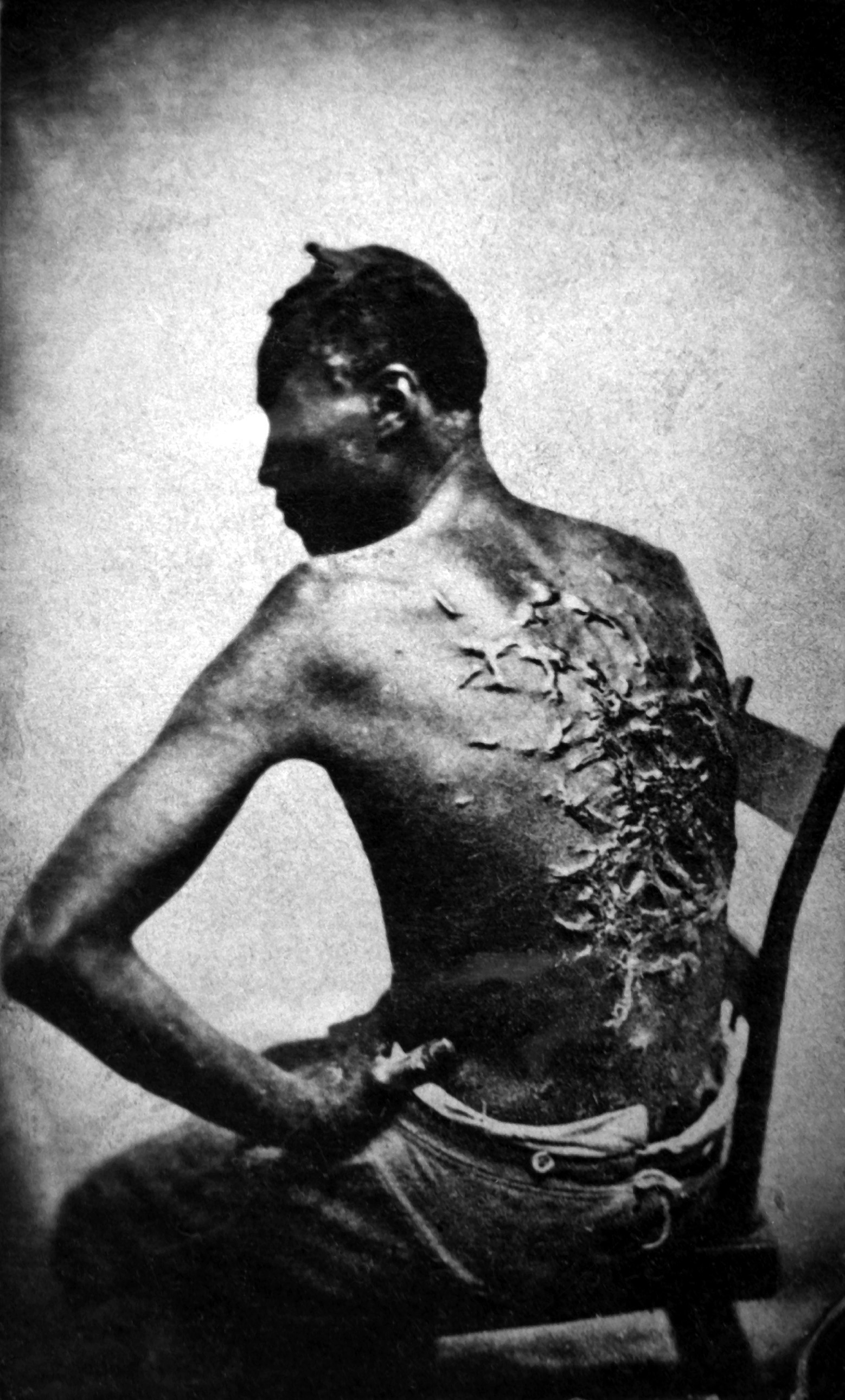
北部の奴隷制度廃止運動文学では奴隷に対する暴力による抑圧が共通のテーマであった。1863年に撮影されたこの有名な写真は監督者に鞭で打たれて深いみみず腫れができた男の背中であり、南部社会の野蛮さを示すために奴隷制度廃止運動家によって広くばらまかれた。

2つめは、南部の小規模自由農民がヒステリックな人種差別観を抱いており、南部における内部民主改革の担い手にはなり得なかったことである。白人優位の原則は南部のあらゆる階層の白人に認められており、奴隷制は合法で、当然で、文明社会の基本であった。南部の白人至上主義は「奴隷法」や黒人が白人に従うことを定める念入りな言論、行動、および社会制度の法のように、公式に抑圧の仕組みを作ることで保たれていた。例えば「奴隷巡邏隊」は南部のあらゆる階層の白人が当時の経済的また自主的秩序を支持するために作られた制度の一つである。奴隷の「巡邏隊」や「監督者」として働くことは、南部白人の権力と栄誉ある位置付けを示すことだった。これらの役職者に貧しい南部白人が就いたとしても、プランテーションの外をうろつく奴隷ならばだれでも停止させ、捜索し、鞭打ち、不具にし、さらに殺すことすら認められた。奴隷の「巡邏隊」や「監督者」は地域社会での権威も得られた。奴隷社会の垣根を越えた黒人を取り締まり、罰することは、南部の価値ある公共任務であった。そこでは法と秩序を脅かす自由黒人の存在についての恐れが、当時の公的な会話の中でも重きを成していた。
3つめは、少数の奴隷を所有する小農と自作農が市場経済を通じてエリート階層農園主と結びついたことである。多くの地域では、小農は綿繰り機、市場、食料や家畜および貸付金を得ようとすれば地元のエリート階層農園主に頼っていた。さらに、様々な社会階層の白人、その中には市場経済の外、あるいは市場経済の境界付近で働く貧乏白人や「並の人」がいたが、彼らも広範な同族関係でエリート階層農園主と結びついていた可能性がある。例えば、一人の貧乏白人がその郡の最も裕福な特権階級の人の従兄であるかもしれないし、金持ちの親戚と同じくらい好戦的な奴隷制の支持者である可能性があった。
こうして1850年代までに、南部の奴隷所有者と非奴隷所有者は共に、北部諸州で自由土地や奴隷制度廃止運動が盛り上がったために、心理的にも政治的にも国の政治的土俵の中に取り囲まれていくように感じ始めた。工業製品や商業的サービスおよび貸付金については北部への依存度が高まり、北西部の反映する農業地域の影響で圧迫もされ、南部の者達は北部の自由労働や奴隷制度廃止運動が成長する可能性に直面した。

### 好戦的な奴隷制防衛論
カンザスの展開に関する抗議の声が北部で強くなるに連れて、奴隷制を守る側は奴隷制度廃止運動家やその同調者が時代遅れで不道徳と考えるような生き方をするようになり、エイブラハム・リンカーンの登場と共に脱退への基礎固めとなるような好戦的奴隷制擁護理論に移っていった。
南部の者達は北部の政治的変化に辛辣な反応をした。奴隷所有者の興味はその領土で憲法に保障される権利を守ることと、「敵対的」で「破壊的」な法制に反撃するだけの十分な政治力を維持することに向けられた。この変化の背景には綿産業の成長があり、南部の経済にとって奴隷制がそれまでにないくらい重要なものになっていったことがあった。

### 文学
ハリエット・ビーチャー・ストウの「アンクル・トムの小屋」（1852年）が人気を呼び、奴隷制度廃止運動（1831年、ウィリアム・ロイド・ガリソンによる「ザ・リベレーター」紙の創刊後に宣言された）の成長に対する反応は、奴隷制の周到な知的防衛であった。言論による（時には暴力による）奴隷制度廃止運動は1859年のジョン・ブラウンによるハーパーズ・フェリー襲撃で頂点に達し、南部の者達の目には重大な脅威と映り、奴隷制度廃止運動家は1790年代のハイチ革命や30年ばかり前のナット・ターナーの試みのような激しい奴隷反乱を扇動しているように思われた。
1846年にJ・D・B・デボウが発行した「デボウズ・レビュー」は、北部に経済的に依存していることについて農園主階層に警告を発し、南部の指導的雑誌に成長した。「デボウズ・レビュー」は脱退に向かう世論を導くものとしても注目を浴びた。この雑誌は北部に製造業、造船業、銀行および国際貿易が集中している事に関連して南部経済の不平等を強調した。奴隷制を裏付けする聖書の言葉を探し、経済的、社会学的、歴史的および科学的な議論を起こすことで、奴隷制を「必要悪」から「積極的善」に変えた。現在の全体主義者の考え、特にナチズムのものを予知させるJ・H・ヴァンエヴリーの著書「黒人と黒人奴隷：劣等人種の黒人：通常状態としての奴隷」は、題名からして物議を醸すものだが、人種差別に疑似科学的な分析と理論付けを適用しようとしたものであった。
潜在的な党派が党派理論に現れた軽蔑的な党派のイメージを突然活性化させた。産業資本主義が北部で勢いを増すに連れて、南部の著作家は自分達の社会で価値を見出す（実行されないものもあったが）貴族的な特質のものなら何でも、すなわち礼儀正しさ、優雅さ、騎士道精神、生活のゆっくりとしたペース、秩序ある暮らしおよび余暇を強調した。これは奴隷制が工場労働よりも人間的な社会を提供するという議論も支持した。ジョージ・フィッツヒューの著書「カニバルズ・オール！」（全ての人を食え）は、自由社会の労働者と資本家の間の対立が「泥棒貴族」と「貧困の奴隷」を生み、奴隷社会ではこのような対立が避けられるとしていた。その上で北部の工場労働者の利益のためにも労働者を奴隷化した方が良いと提唱した。一方、エイブラハム・リンカーンは、南部の言う「北部の賃金労働者は運命的にその生活条件に固定されている」という当て擦りに対して非難していた。自由土地の者達にとって、南部の固定観念は全くの対極にあるもの、すなわち奴隷制が揺るぎない反民主主義的貴族政治を維持している動きのない社会のものであった。

## アメリカ的政党政治の崩壊

### ドレッド・スコット判決およびルコンプトン憲法

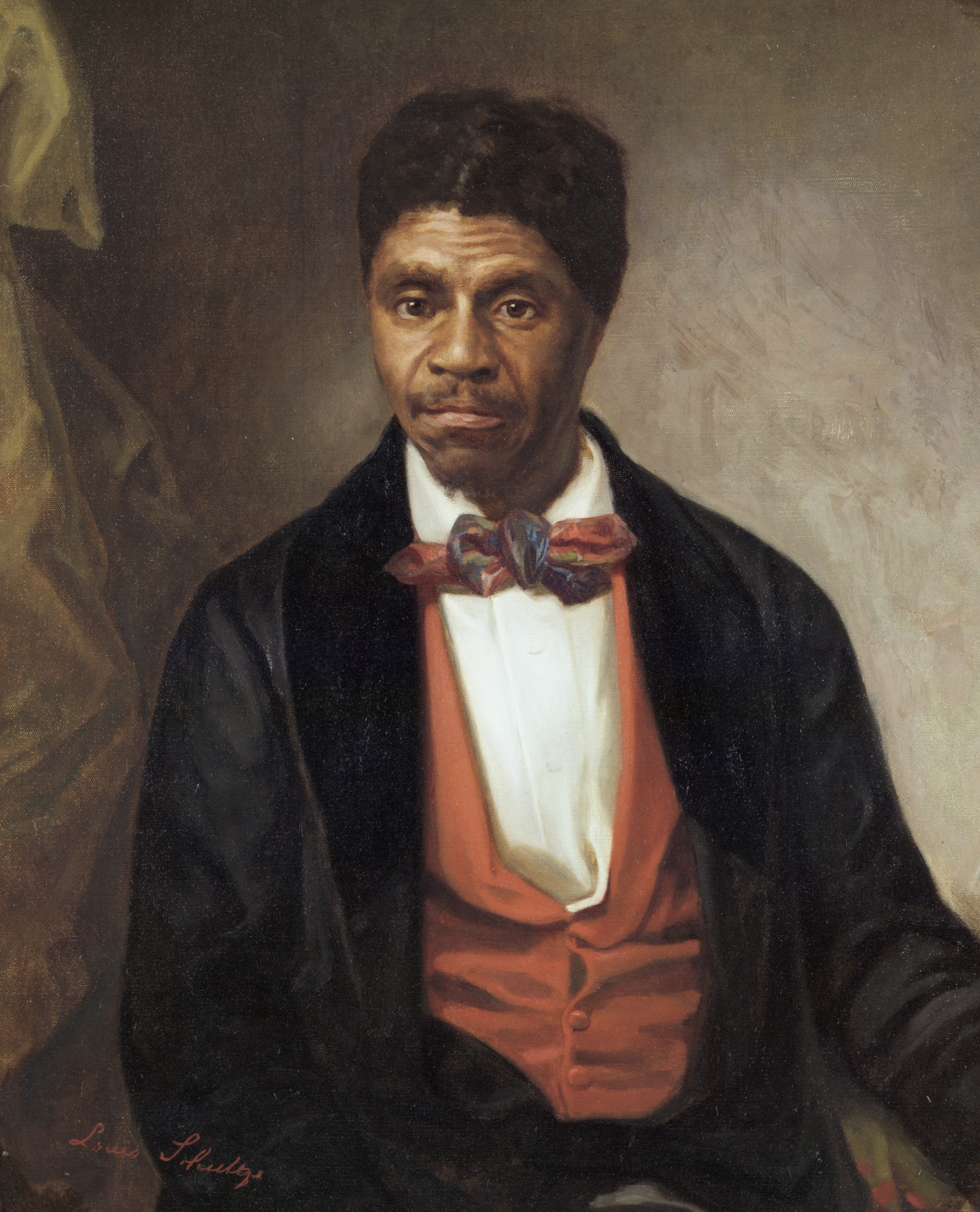
ドレッド・スコット

南北戦争の前、2大政党制の安定感は伝統的に国を纏める力となっていた。過去に、古い政党制は国の様々な地域の地方的な利益とエリート階層の政治的ネットワークの間に、連携や同盟が生まれ、そのやり方に起因する分裂を続けていた。アメリカの制度的構造は党派間の問題や不一致を扱うことができた。1850年代以前、既に西部の奴隷制問題を中心とする党派間論争が起こっていた。これらの論争が南北戦争を導いたのではないが、むしろ1820年の妥協と1850年の妥協を生んだ。
しかし、第二次産業革命が北部で活発になるにつれて、南部寄りの民主党は、南部の発展に対して輸送、関税、教育および銀行政策が段々と障害になっていくように見なしていた。さらに近代的資本家の発展が北部の経済と社会を変えるにつれて、それに呼応する大衆政治の隆盛が古い2大政党制の安定感を蝕んでいた。1856年以降は党派理論がより辛辣なものとなり、大衆政治の成長は共和党改革派によるパンフレット、演説および新聞の記事の助けを借りて、理論が政治に入ってくることを許した。かっては単にエリート階層が関わっていた党派的緊張関係は、徐々に自由土地や自由労働の大衆理論による意味合いを増していた。憲法でさえも分派の原因として浮上してきた。1857年、最高裁の「ドレッド・スコット対サンフォード事件」の判決は憲法の曖昧さを浮き彫りにし、憲法に対する国民的敬意が与えていた国の結合力をも弱めることになった。
政治における党派の利益の間のバランスを保つ力に不可欠なメカニズムはかなり陳腐化されていたが、ランダルやクレイブンといった修正主義の歴史家は、国がより有能な世代の政治家に導かれれば、その修復は不可能ではないとしていた。1858年のルコンプトン憲法（カンザス準州で作られた州の新憲法）に関する論争は共和党の中道から保守の一派と中央の管理を嫌う南部の者との連衡について絶好の機会を提供することになった。

### 共和党員と中央の管理を嫌う民主党員

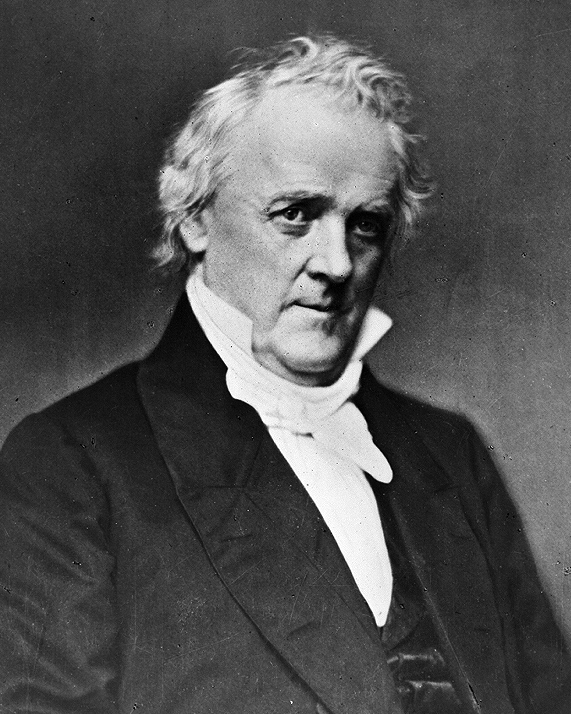
ジェームズ・ブキャナン大統領

ブキャナン大統領は、カンザスでの問題を終わらせるために、ルコンプトン憲法の元でカンザスを奴隷州として認めることを議会に働きかけた。しかし、1万人以上となっていたカンザスの有権者はこの憲法を完全に拒絶した。これには少なくとも両派によって広められた投票に関する不正な手段も絡んでいた。ブキャナンはその政治生命をかけてその目的を達成しようとしたが、共和党員を更に怒らせ、自分の党員からは疎んじられることになった。スティーブン・ダグラスの一派は中央の管理を破ろうと動いていたが、このブキャナンの計画はカンザス・ネブラスカ法がよって立つ人民主権という原則を曲解する試みと見なした。国中で、あたかも州の権限の原則が侵害されたかのように感じ取り、保守的な意見の力が増した。南部でさえも、元ホイッグ党員や境界州のノウ・ナッシング党員、中でも顕著な者であるジョン・ベルやジョン・クリッテンデン（党派間論争の時にはキーとなっていた人物）が共和党に働きかけて中央管理の動きに反対させ、新領土は主権を受け入れるか拒絶する権限が与えられるよう要求した。
民主党の中の亀裂が深くなり、中道共和党員は中央の管理を嫌う民主党員、特にスティーブン・ダグラスとの連衡をすれば1860年の大統領選挙で絶対的有利になると論じた。共和党のオブザーバーの中には、フレモントがほとんど支持を得られなかった境界州で民主党の支持者を奪う機会としてルコンプトン憲法に関する論争を見る者もいた。結局境界州は、合衆国からの南部の脱退の恐れを刺激することなく、過去に支持した北部に基盤のあるホイッグ党の支持に動くことが多かった。
共和-民主連衡の戦略に反対したのが「ニューヨーク・タイムズ」だった。党派間の緊張関係を和らげるために「奴隷州はもういらいない」という妥協的な政策を採って、人民主権に対する反対を共和党は軽視していると抗議した。タイムズは共和党が1860年の大統領選挙で戦えるために、ブキャナンの裁定で動揺したような有権者全てを含めて支持基盤を拡げる必要があるという立場であった。
実際に民主党主導政治に対する反対が増す中で、その反対意見を纏める連衡についての圧力が強かった。しかしそのような連衡は新しい考え方ではなかった。それは基本的に共和党を国内の国民的、保守的合同政党に変えることを意味していた。実質的に共和党はホイッグ党の後継者になる可能性があった。
しかし、共和党の指導者は奴隷制に関する党の立場を変えることは断固として反対した。例えば1858年のクリッテンデン＝モンゴメリー法案に92名の共和党下院議員全員が賛成票を投じた時、その原則が崩されたと考えて驚愕した。この妥協手段はカンザスが奴隷州として連邦に加盟することを阻んだものの、奴隷制の拡張に対する徹底した反対ではなく人民主権を求めていたという事実は党指導者を悩ませることになった。
結局、クリッテンデン＝モンゴメリー法案は、共和党、境界州の元ホイッグ党および北部の民主党による中央管理反対大同盟を作らせることにはならなかった。その代わりに、民主党は単に党を割っただけだった。反ルコンプトン民主党員は新しい奴隷制度擁護という試験が党に課されていると嘆いた。しかしダグラスの一派は中央管理の圧力に屈することを拒んだ。当時共和党に鞍替えした反ネブラスカ法民主党員と同様に、ダグラス派は中央管理ではなく彼らが北部民主党大半の支持を得ていると主張した。
南部の過激的思考をする者達は、南部の農園主階層が中央政府の行政、立法および司法組織への支配を弱めたので、劇的に前進できた。また南部の民主党は民主党内の同盟者を通じて北部諸州の多くにおける力を操ることが難しくなっていった。

### 共和党の構造

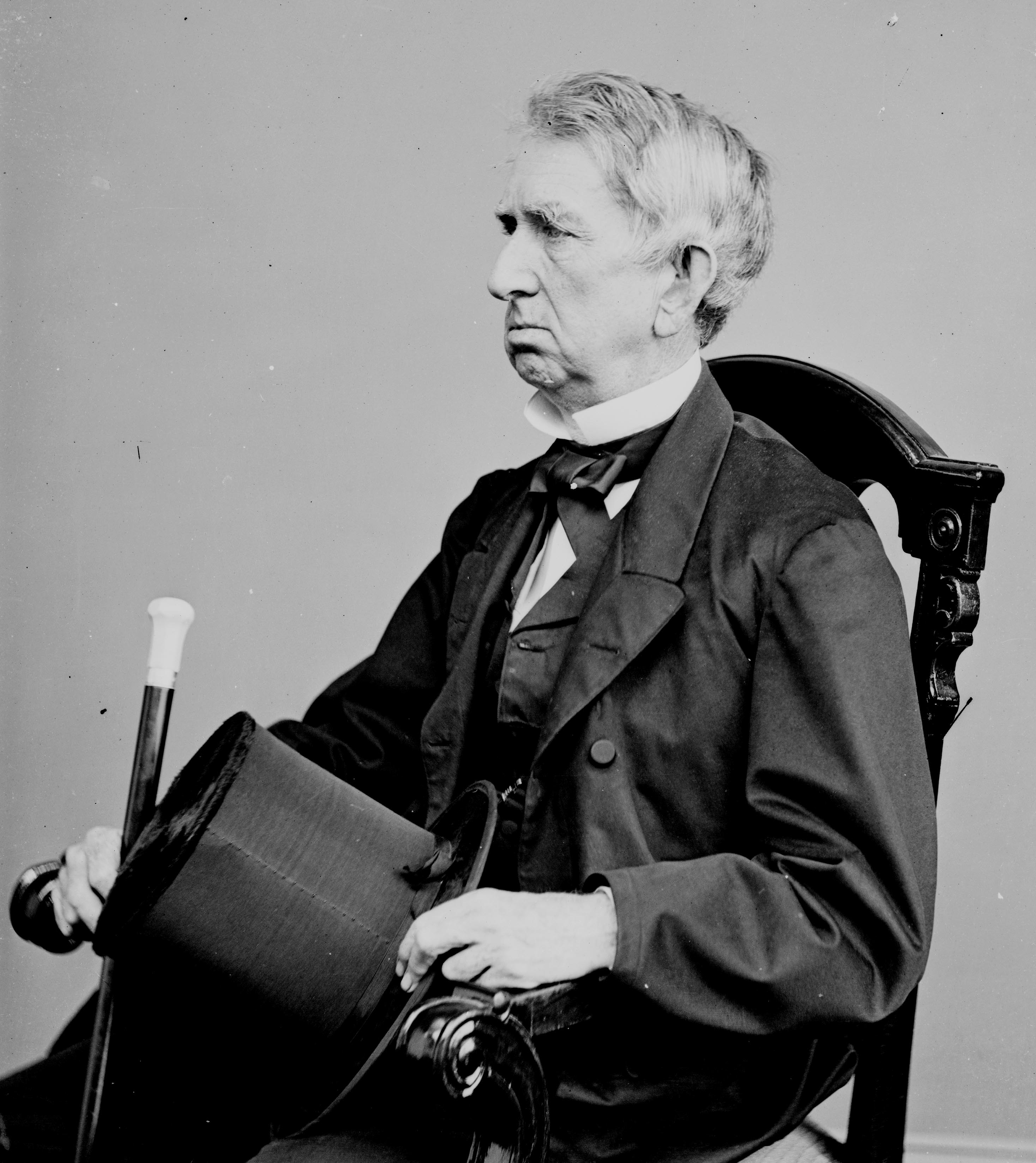
ウィリアム・スワード。リンカーンとその次のA・ジョンソン大統領の下で国務長官を務めた。

共和党は1856年の大統領選挙で大きな敗退を味わったが、その指導者達は、北部の有権者のみにアピールしたとしても、1860年の大統領選挙で勝利するためにはペンシルベニア州とイリノイ州のような2つの州での勝利を増やせばいいだけだと認識していた。
民主党は自分達の問題に関わっていたので、共和党の指導者達は選出された党員に西部での奴隷制問題に集中させておけば、民衆の支持をかり集めさせることができた。チェイスはサムナーに宛てて、もし保守派が成功すれば、自由土地党を立ち上げる必要があるかもしれないと書き送った。チェイスは多くの共和党員が政治的及び経済的な議論の場で奴隷制に対する道徳面での攻撃を控えている傾向があることで特に邪魔されてもいた。
西部での奴隷制に関する論争はまだ奴隷制問題の落ち付け所を見付けられないでいた。党派間の緊張関係にあった古い制約は北部の大衆政治と大衆民主主義の急速な拡大によって弱くなっていたが、西部における奴隷制問題に掛かる論争の長期化はまだ、南部の革新的民主党と北部の革新的共和党の努力を必要としていた。彼らは党派間抗争が政治的議論の中心に残っていることを確認する必要があった。
ウィリアム・スワードは、民主党が議会の多数派であり、議会、大統領および多くの国の政庁を支配していた1840年代にこの可能性を予測していた。国の行政組織と政党制は、奴隷所有者が国の新領土に拡がることを許し、国の政策に強い影響を与えることを許していた。多くの民主党指導者が奴隷制に反対する立場をとることで民衆の不満は拡大し、党が南部寄りの姿勢を強めていると自覚すると、スワードはホイッグ党にとって、民主主義と平等という美辞麗句で民主党が強力に独占している状態を打ち破る唯一の方法は、党の綱領として反奴隷制を受け入れることだと確信するようになった。北部の人口が増えていることに対し、南部の労働システムはアメリカ的民主主義の理想の対極にあるもののように見えてきた。
共和党員は「奴隷勢力による陰謀」の存在を信じていた。それは連邦政府を掌握し、憲法を自分達の目的に合わせて悪用しようとしていた。「奴隷勢力」という概念は、スワードのような男達が長い間政治的に親しもうと願ってきた反官僚政治という訴えを共和党員に与えた。古い反奴隷制議論に奴隷制は北部の自由労働と民主主義の価値観に脅威をあたるという考えを結びつけることにより、共和党が北部社会の中心にあった平等主義者の見解に踏み込むことを可能にした。
この意味で1860年の大統領選挙の時、共和党の演説者はこれら原則を体現する者として「正直なエイブ」とすら呼び、繰り返しリンカーンのことを「労働者の子」や「辺境の息子」と表現して、いかに北部で「正直な産業と労働」が報われるかを証明した。リンカーンは元ホイッグ党であったが、「広い覚醒」（共和党クラブの一員）が切り取ってきた線路の模型を使ってリンカーンの卑しい生まれを有権者に覚え込ませるようにした。
ほとんど全ての北部州において、組織者達は1854年の投票で共和党あるいは反ネブラスカ勢力に融合を起こさせるように運動した。急進的共和党員が新しい組織を支配している地域では、包括的革新計画が党の政策になった。彼らが1854年の夏に共和党を結党させたまさにそのように、急進派は1856年の党の全国的組織化にも重要な役割を果たした。ニューヨーク州、マサチューセッツ州およびイリノイ州での共和党会議は急進的綱領を採択した。ウィスコンシン州、ミシガン州、メイン州およびバーモント州におけるこれら急進的綱領は通常政府と奴隷制の分離、逃亡奴隷法の撤廃、およびこれ以上奴隷州を増やさないことを要求した。急進派の影響が強いときのペンシルベニア州、ミネソタ州およびマサチューセッツ州でも綱領になった。
1860年、シカゴでの共和党大統領候補指名会議で、保守派は以前から急進派との評判があったウィリアム・スワード（ただし、1860年までにホレース・グリーリーに中道に過ぎると批判されていた）の指名を妨げることができた。他の候補者は早くから党員になるかホイッグ党に対抗する党を作ったことがあり、それ故に多くの代議員を敵に回していた。リンカーンが3回目の投票で選ばれた。しかし、保守派は「ホイッグ色」を復活させることまではできなかった。奴隷制に関する会議での決議はほぼ1856年のものと同じであったが、言葉の使い方が急進的ではなくなった。次の数ヶ月間、トマス・ユーイングやエドワード・ベイカーのような保守派共和党員ですら、「新領土の通常状態は自由である」という綱領の文句を受け入れた。全般的に見て、組織者達は共和党の公式政策を形作る効果的な仕事をしたと言えた。
南部の奴隷所有者の興味は、共和党の大統領という見込に直面し、また党派間の力関係を変えることになる新しい自由州の加盟であった。多くの南部人にとって、ルコンプトン憲法問題での敗北は多くの自由州が合衆国に加盟してくることを予感させるものであった。ミズーリ妥協の時点に戻って南部地域は上院で競い合えるように奴隷州と自由州のバランスを維持することを求めた。1845年に最後の奴隷州が認められて以降、自由州は5州が加盟していた。北部と南部のバランスを保つという慣習は自由土地州を多く加えることですでに廃れていた。

## 1850年代末の連邦政策を巡る党派間の争い

### 背景
チャールズ・ベアードとメアリー・ベアードの著書「アメリカ文明の興隆」（1927年）では、奴隷制が経済制度（労働システム）ほど社会的あるいは文化的な制度ではなかったとしている。ベアード夫妻は北東部の金融業、製造業および商業と南部の農業の避けられない闘争を挙げ、それぞれの利益を守るために連邦政府を支配しようと争ったとした。当時の経済決定論者によれば、どちらの側も奴隷制と州の権限を表紙のように使った。
近年の歴史家はベアードの命題を拒んだ。しかしベアードの経済決定論は後の歴史家に重要な方法で影響した。レイモンド・ルラーギのような近代化論者は産業革命が世界的な規模で拡がるにつれて、イタリアやアメリカ南部からインドまで、世界中の農業依存、前資本主義、「後ろ向き」の社会に報復の日が来ていたとした。ほとんどのアメリカの歴史家は南部が高度に発展しており、北部の発展に並ぶほどだったと指摘した。

### 1857年の恐慌と党派の再編成

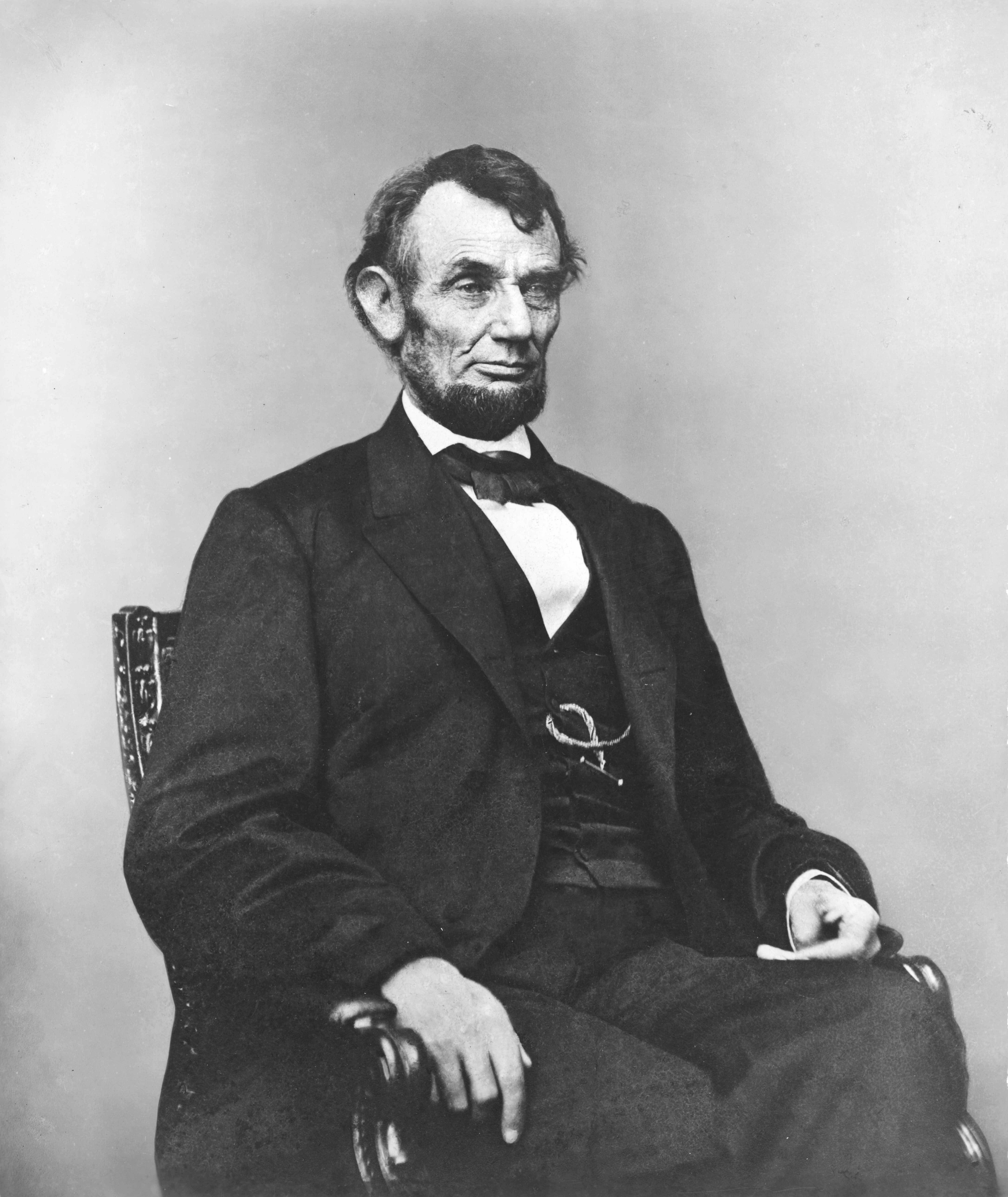
エイブラハム・リンカーン 1864年

少数の歴史家は、1857年の重大な金融恐慌とそれに至る経済的苦境とが共和党を強くし、党派的緊張関係を高めたと信じている。恐慌以前は比較的低い関税によって強い経済成長があった。よって国の大部分が成長と繁栄に纏まっていた。
鉄鋼業と繊維産業は1850年以後毎年急速に悪化する問題に直面していた。1854年までに鉄鋼の在庫は世界の市場でだぶついていた。鉄鋼価格が下がり、アメリカでは多くの製鋼所が閉鎖された。
共和党は西部の農夫や北部の製造業者に、南部の支配する民主党政治の低関税経済政策が不況の原因と非難するように仕向けた。しかし、不況は南部と西部における北東部銀行の利益に関する疑いを復活させた。東部の西部農産物に対する要求が西部を北部に近付けた。「輸送革命」（運河と鉄道）が進展し、かってはアパラチア山脈をこえることが難しかった西部生産者の小麦やトウモロコシなどの穀物が高い比率と絶対量で北東部の市場に流れた。不況は東部商品に対する西部市場の価値と、市場に供給する土地所有者およびそこから出る利益に注目させた。
土地の問題とは別に経済的な困難さが共和党をして不況に反応する産業に高い関税を適用する動機を強めた。この問題はペンシルベニア州およびおそらくニュージャージー州で重要であった。

### 南部の反応

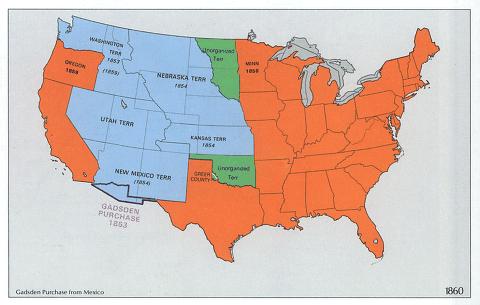
南北戦争直前のアメリカ合衆国。ミシシッピー川以東は合衆国の州として組み込まれていたが、西部の大半は未開のままであった。

一方で多くの南部人は地域を「奴隷制度廃止化」する農夫に土地を与える「急進的」考え方に不満を漏らしていた。南部地域主義の理論はJ.D.B・デボウのような人物によって1857年の恐慌以前に発展させられていたが、この恐慌は多くの綿花男爵達に東部の金融業の利益に頼りすぎるようになっていたことを認識させた。
「デモクラティック・レビュー」の元編集者トマス・プレンティス・ケッテルは南部で人気があるもう一人の論説者であったが、1857年から1860年の間は特に著名となった。ケッテルはその著書「南部の富と北部の利益」の中で統計データを整理し、南部は大きな富を生み出したが、北部は原材料に依存しながら南部の富を吸い上げたとした。北部への製造業の集中と、北部が通信、輸送、金融および国際貿易で勝っていることからくる地域間不均衡を論じ、製造と貿易の全ての利益は土地から生まれているという古い重農主義原理を持ち出して比較した。バーリントン・ムーアのような政治社会学者は、このような類のロマン的懐古主義は産業化が確立したときはいつも出てくるものだと記した。
自由農民に対する南部の敵意は、北部に西部の農民と連携する機会を与えた。1857年から1858年にかけての政治的な再編成の後、共和党の力が強まったこととその地域の支持基盤が全国にネットワーク化されたことでも明らかなように、ほとんど全ての問題は西部の奴隷制拡大に関する論争に綯いあわされていった。関税、銀行政策、公共土地および鉄道への助成金といった問題は、1854年以前の政党政治のもとで南部の奴隷所有者の利益に対抗する北部と北西部のあらゆる要素を常に一体化するという訳ではなかったが、西部の奴隷制拡大の問題が生じると、党派間抗争のタネとされるようになった。
不況が共和党を強くした間に、奴隷所有者の関心は北部が南部の生活様式に対して急進的で敵対的な構想を抱いているというふうに確信するようになった。こうして南部は脱退の土壌が出来上がりつつあった。
共和党は、ホイッグ党的な人物によって推進された「万歳」（hurrah）キャンペーンで、リンカーンの登場の時に奴隷州のヒステリーを掻き立て、党派的な傾向を強めたのに対し、南部の「けんかっ早い人」(fire eaters)は北部や西部の共和党支持選挙民の中にあった「奴隷勢力陰謀」という考えを裏付けた。南部が奴隷貿易を再開したいという要求を出したとき、党派間の緊張関係がさらに高まることになった。
1840年代早くから南北戦争の勃発まで、奴隷を維持する経費は確実に上がり続けた。一方で綿花の価格は原材料にありがちな市場の変動を経験していた。1857年の恐慌以後、綿花の価格は下落し、奴隷の価格は急速に上がり続けた。1858年の南部における商業会議で、アラバマ州のウィリアム・L・ヤンシーはアフリカ人奴隷貿易を再開することを要求した。国内交易で利益を得ていたアッパー・サウスの州の代議員のみが奴隷貿易の再開に反対したが、これは彼らが国内における潜在的な競合の可能性を予見していたからであった。1858年の会議は幾つかの保留事項を除いて奴隷輸入を禁じるあらゆる法律の撤廃を推奨する投票まで行き着いた。

## リンカーンの登場

### 1860年の選挙

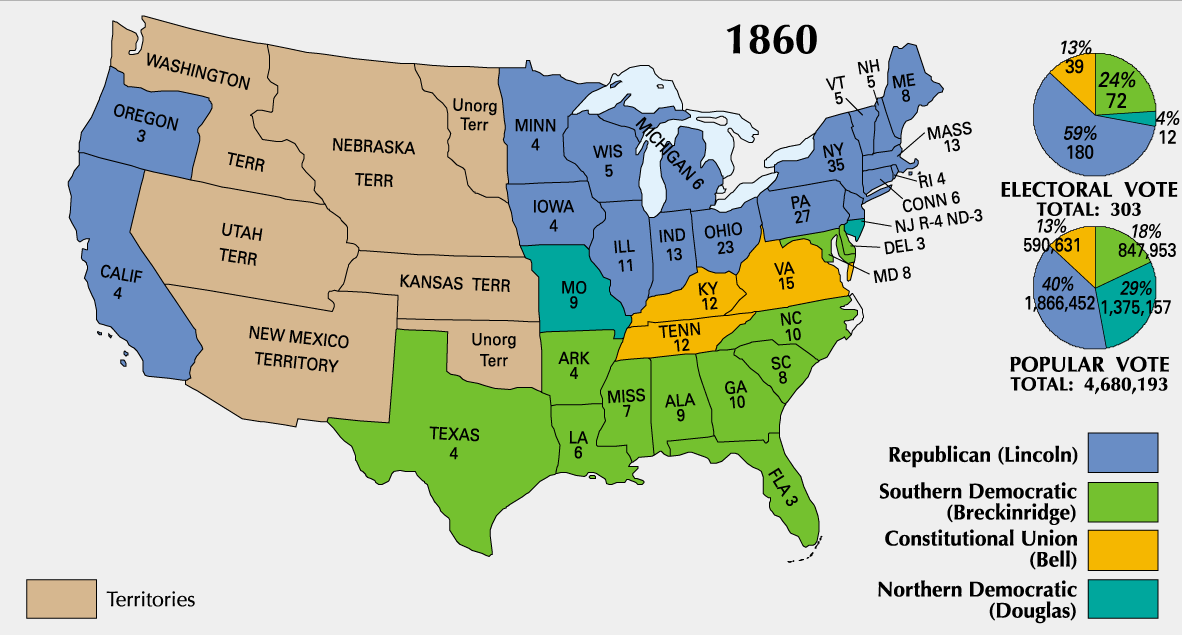
1860年の大統領選挙結果

当初、ニューヨーク州のウィリアム・スワード、オハイオ州のサーモン・チェイスおよびペンシルベニア州のサイモン・キャメロンが共和党の大統領候補として有力であった。しかし、エイブラハム・リンカーンは下院議員を1期のみ務めただけだったが、1858年のリンカーン・ダグラス論争で名声を獲得し、党内に政敵がほとんどいなかったこともあって、他の候補者を凌いだ。1860年5月16日、リンカーンはイリノイ州シカゴでの党大会で共和党の指名を勝ち取った。
それに対する民主党の方はルコンプトン憲法に関する議論が元で分裂してしまっていた。民主党主流派はスティーブン・ダグラスの指名に動いたものの、ダグラスの奴隷制に対する態度に反感を持っていた南部の「けんかっ早い人（Fire-Eaters）」達はこの人選に反対、チャールストンでの第一回民主党大会から50人が退席してしまう。残りの民主党員達はダグラスを含めて6人の候補を選んだが、57回投票してもダグラスが2/3の票を得られなかったためそこで閉会し、バルチモアで第二回民主党大会を開く事となった。バルチモアでの民主党大会ではまず先の大会で退席した党員の処遇を巡って議論が勃発し、結局はアラバマ州とルイジアナ州の党員以外は復帰をさせるべきだという判断が150票対101票で決定されたもののこれを「北部の民主党員による党の乗っ取りだ」と感じた多くの党員（主にまだ退席していなかった南部諸州の党員ら合計55人）がさらに離脱し、結局残った党員達がダグラスを選出することで落ち着いた。
一方民主党大会から離脱した党員たちは独自の党大会を主催、南部民主党を立ち上げてジョン・ブレッキンリッジを大統領候補に指名した。この結果、南部の農園主層は国政を支配する手段を失った。民主党の分裂により、共和党の候補者は分裂した対抗馬と争うことになった。
リンカーンにとって都合の良かったことは、境界州の元ホイッグ党員が早くから立憲連合党を結成し、大統領候補にはテネシー州のジョン・ベルを指名したことである。このために各党指名候補は地域に偏った選挙戦を展開することになった。ダグラスとリンカーンは北部で、ベル、ブレッキンリッジおよびダグラスは南部で争うという形であった。結局北部ではリンカーンが圧倒的な支持を得てダグラスを下し、南ではブレッキンリッジがベルを下すと言う結果になった。一般投票では4割に少し届かない程度の票を獲得したリンカーンだったが選挙人の過半数を抑え（303人中180人）大統領職を射止める事となった。
「農場のために投票せよ、関税のために投票せよ」が1860年の共和党のスローガンであった。総じて実業家は農夫の土地に対する要求を支持し（工場労働者の集団にも人気があった）、その見返りに高い関税の支持を得た。1860年の選挙は産業革命によって解き放たれた新しい社会的階層の政治力をある程度まで高めた。1861年2月、アメリカ合衆国から7つの州が脱退した。4月から5月にさらに4つの州が脱退した。メリーランド州だけは戒厳令が布かれたために脱退できなかった。議会は北部が圧倒的多数となり、モリル関税を成立させた（ブキャナンが署名した）。これは関税率をあげ、政府が戦争を遂行する費用を手当するためであった。

### 南部の脱退
1850年代半ばまでに共和党が台頭しアメリカとしては初めて絶対多数を占める党になったことで、政治は党派的な緊張関係が尽きてくる段階に入った。党派的な緊張関係の焦点であった西部の土地の多くは綿花の栽培に適していなかったが、南部の脱退指向派は自分達の国政における力が急速に弱っている兆候としてその政治的な決着を読み取った。以前は、奴隷制が民主党によってある程度強化されていた。民主党は南部寄りの姿勢を強く表すようになってきており、国の新領土を南部の者達が支配しようとしたときも容認し、南北戦争前までは国策を支配していた。しかし、民主党は1850年代半ばの選挙区調整で重大な逆境に立った。1860年は有権者集団の中で既存の党に忠実であった者達の模様を大きく変えさせた重大な選挙であった。リンカーンの選出は、国と地方の利益および依存関係において競合する力のバランスを変える分岐点となった。
選挙の行方が確実になってくると、サウスカロライナ州は特別会議を招集して、「サウスカロライナ州とアメリカ合衆国の名の下にある他の州との間に存続した連合は解消された」と宣言し、1861年5月21日までの他の南部10州脱退の先駆けとなった。連邦議会では南部による反対が無くなり、共和党は妥協を生むような方法で南部の要求を満足させる必要がなくなった。

## 南北戦争の勃発と妥協の問題

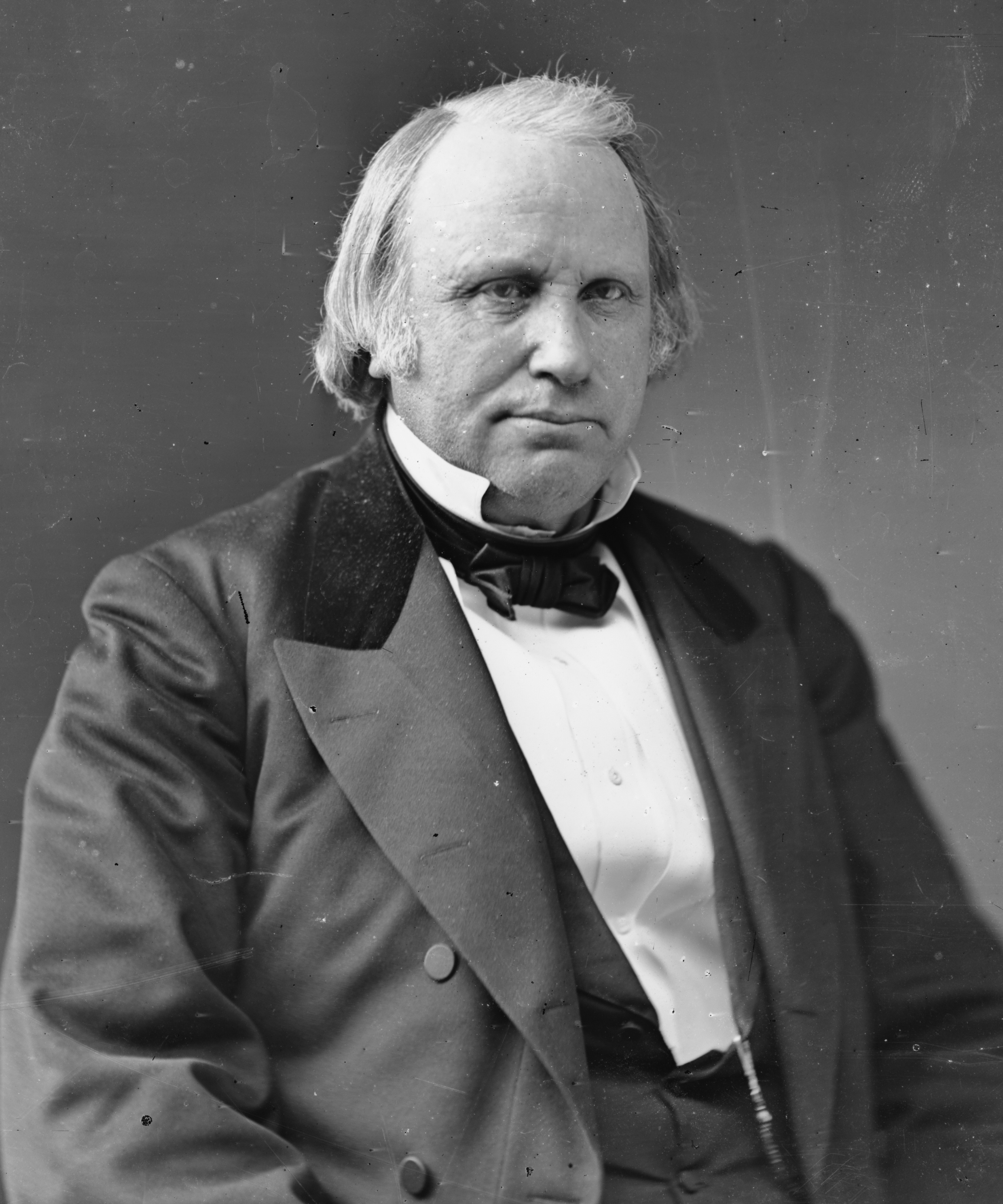
ヘンリー・ウィルソン。「アメリカにおける奴隷勢力の興亡の歴史」の著者

エイブラハム・リンカーンはクリッテンデン妥協案を拒否し、1861年のコーウィン修正案の批准を得ることには失敗した。またクリッテンデン妥協案とコーウィン修正案に替わる有効な代案を提案しようとしたワシントン平和会議も開催不可能となり、妥協をしないことになった。このことは南北戦争の歴史家によって未だに議論されているところである。戦争が遂行されるようになったときでも、ウィリアム・スワードとジェームズ・ブキャナンはその必然性の問題についての議論を纏めようとしていた。このことも歴史家の議論の対象になっている。
開戦前ですら、国中を燃え上がらせた党派間緊張関係について2つの競合する説明が試みられた。ブキャナンは党派間の敵対心は偶然のものであり、自己中心あるいは狂信的な扇動者による不必要な仕事だったと信じていた。さらに共和党の「狂信」を理由として抜き出してもいた。一方で、スワードは反対勢力と守る勢力の間に抑制できない軋轢があったと信じた。
抑制できない軋轢という考え方は当初の歴史家の議論でも支配的なものであった。戦後の数十年間、南北戦争の歴史は一般に紛争に参加した北部の者達の見解を反映していた。この戦争は南部が非難されるべき明確な道徳的紛争であり、奴隷勢力の思い描いたものの結果として持ち上がった紛争と考えられた。ヘンリー・ウィルソンの著書「アメリカにおける奴隷勢力の興亡の歴史」 (1872-1877)は、この道徳的解釈を真っ先に代表するものとなり、北部の者達は「奴隷勢力」の挑戦的な考え方に対して合衆国を守るために戦ったとしていた。後にウィルソンの7巻からなる「1850年妥協から南北戦争までのアメリカ合衆国史」 (1893-1900)では、ジェイムズ・フォード・ローズが奴隷制を南北戦争の中心そして実質上唯一の原因としていた。北部と南部は奴隷制の問題を和解もできないし、変えることもできないという立場になっていた。紛争は避けられなくなっていた。
しかし、戦争は避けられなかったという考えは1920年代まで歴史家達の支持を得られなくなった。この頃、「修正主義者」達が紛争に至るまでの新しい理由を提唱し始めた。ジェイムズ・G・ランドールやアベリー・クレイブンのような修正主義歴史家は南部の社会や経済の仕組みの中に戦争を要求するような基本的違いは無かったと見た。ランドールは「ヘマをした世代」の指導者の怠慢を非難した。さらに奴隷制は本来害のない制度であり、19世紀中には消えていく運命にあったとも見ていた。もう一人の指導的修正主義者クレイブンはランドールよりも奴隷制の問題を強調したが、概ねは同じポイントを突いていた。クレイブンの著書「南北戦争の到来」では、奴隷労働者は北部の労働者よりも悪い状態ではなかったとし、奴隷制度そのものは究極的には消滅する途上に既にあったこと、戦争は議会政治の伝統に巧みで責任もあった指導者のヘンリー・クレイとダニエル・ウェブスターによって避けられたはずだとした。クレイとウェブスターは1850年代の指導者世代と対比してほぼ間違いなく19世紀前半のアメリカ政界で最も重要な人物であり、合衆国に捧げられた情熱的で愛国的な献身によって妥協点を見出せる可能性があった。
しかし、1850年代の政治家達が無能ではなかった可能性はある。より最近の研究では修正主義者の解釈の要素は残しながら、政治的な扇動の役割を強調した（南部にたいして民主党、北部に対して共和党の政治家が党派間抗争を政治的議論の中心に起き続けた）。デイビッド・ハーバート・ドナルドの1960年の議論では、1850年代の政治家達は異常なほど無能ではなかったが、民主主義の急速な拡大に直面して伝統的な拘束が無くなっていく社会で活動していたと論じた。2大政党制の安定は合衆国を一つにしていたが、1850年代にはそれが崩れて、党派間抗争を抑えるのではなく増大させたとした。
この解釈を補強するために、政治社会学者は政治的民主主義の安定的機能は党派が様々な利益の広い連携を代表している状況を必要とし、社会的紛争の平和的解決は主要な党派が基本的な価値観を共有しているときに容易に達成されると指摘した。1850年代以前、2度目のアメリカ的2大政党制（民主党とホイッグ党の争い）がこのパターンであった。この時代は地域に跨る政治的連携のネットワークを維持するために、党派の理論や問題が政治から遠ざけられていたあからである。しかし、1840年代と1850年代に理論が政治の中心に入っていった。保守的なホイッグ党や民主党はそれをまだ遠ざけて置こうと最善の努力はしていたうえでのことであった。

## 経済
歴史家達は一般に経済的紛争は戦争の主要原因ではなかったということでは一致している。経済史学者のリー・A・クレイグは「実際に、過去何十年もの間経済史学者による多くの研究は、南北戦争の前の時代の北部と南部の関係に経済的な紛争が固有の条件ではなかったので、南北戦争の原因では無かったことを示した」と記録している。多くの集団が開戦前の1860年から1861年にかけて戦争を避ける妥協点を見出そうと努めたが、経済政策の論点には至らなかった。奴隷制の経済的な面は別として、他の経済問題は南北戦争を引き起こしたことにはならなかった。

### 地域による経済の違い
南部、中西部および北東部は全く違う経済構造であった。互いに交易があり、それぞれ合衆国の中に留まることでより繁栄をもたらしていたのは、1860年から1861年の多くの実業家が指摘したことでもある。しかし、1920年代のチャールズ・ベアードは、（奴隷制や憲法論議よりも）これらの違いが戦争の原因になったという高度に影響のある議論を行った。ベアードは北部の産業と中西部の農業が連携して南部のプランテーション経済と対峙したという見方をした。これを批判する人は、北東部が多くの異なる競合的経済利益によって高度に多様化しており統一された北東部という見方が正しくないと指摘した。1860年から1861年、北東部のほとんどの実業界利益代表は戦争に反対した。1950年以降、ベアードの解釈は自由意志論経済学者には受け入れられているものの、歴史家の主流でこれを認めるものは少数に過ぎない。歴史家のケネス・スタンプは1950年以降ベアード説を棄てて、学界の合意事項を総括した。「ほとんどの歴史家は...なぜ北部と南部の異なる経済が分裂を生み南北戦争を起こしたかという説得力のある理由を今は見出せない。むしろ彼らはなぜ、経済が互いに補い合っていた二つの党派が、合衆国に残る利点をそこに見出さなかったかという強く実際的な理由を見付けた。

### 自由労働対奴隷制擁護論議
歴史家のエリック・フォーナーは、自由労働理論が北部の支配的な考え方であり、それが経済機会を強調したと論じた。対照的に南部の者達は自由労働者のことを「グリースにまみれた機械工、汚い運転者、拳の小さい（けちな）農夫、および気の触れた理論家達」と呼んでいた。南部の者達は西部の自由農場を提案するホームステッド法に強く反対し小規模農夫がプランテーションの奴隷制に反対することを恐れていた。実際にホームステッド法に対する反対は関税に対する反対よりも脱退主義者の弁論の中によく使われていた。カルフーンのような南部の者達は奴隷制が「積極的な善」であるとし、奴隷制故に奴隷達は文明化され、道徳的にも知的にも改善されるとしていた。

## 当時の論説
アメリカ連合国副大統領アレクサンダー・スティーヴンスの「礎石演説」、1861年3月21日、サバンナにおいて。
1863年7月、ゲティスバーグとビックスバーグで決戦が行われた時に、共和党上院議員チャールズ・サムナーは、再度その演説「奴隷制の未開性」を講演し、奴隷制を保存したいという望みは単に戦争の理由に過ぎないと言った。
リンカーンの戦争目的はその原因とは対照的に戦争に対する反応であった。リンカーンは愛国主義者の目的は合衆国の保存だと説明した。これは奴隷解放宣言の1ヶ月前、1862年8月22日のことであった。
1865年3月4日、リンカーンは2回目の就任演説で奴隷制は戦争の原因だったと語った。